# 鈴木Escudo
鈴木Escudo（日本國內稱為鈴木Escudo）是日本鈴木公司自1988年起開發生產的SUV或跨界休旅車，其日本市場車名由來為19世紀西班牙在中南美洲殖民地所使用的貨幣「escudo」。至於車名「Vitara」則源自拉丁文，意為生命力。

## 歷史
這部擁有越野能力的四輪驅動車在全球各地出現不同的名稱：1988年至1998年間在北美洲地區被稱為鈴木Sidekick，1999年起在美國、歐洲、玻利維亞、厄瓜多爾、菲律賓、香港、臺灣等地稱為鈴木Vitara，英國、部分東南亞國家、南非、伊朗、加拿大、澳洲等地則稱鈴木Grand Vitara。此外，臺灣太子汽車將之國產化時命名為吉星，亦成為該地市場之慣稱。
此外，鈴木公司亦利用這款車替其他汽車廠OEM代工，換上其他車廠的品牌標誌，因此出現眾多兄弟車。在日本國內，馬自達Proceed Levante即是以第一代鈴木Escudo稍事修改而成。1980年代美國汽車巨擘通用汽車購入鈴木公司之股權，雙方展開合作關係，這款車在美國市場換牌成吉優Tracker（因吉優汽車併入雪佛蘭汽車，1998年後改稱雪佛蘭Tracker），在加拿大市場換牌成吉姆西Tracker、雪佛蘭Tracker、亞蘇那Sunrunner、龐帝克Sunrunner等。西班牙車廠桑塔納汽車亦曾引進，命名為桑塔納300/350等。

### 第一代（1988年-1997年）
日規：1988年至1997年，美規：1988年至2000年
1988年 - 5月正式以三門硬頂敞篷車型在日本問世。彼時SUV風潮尚未成形，這款車以1.6L直列四缸SOHC G16A型、2.0L直列四缸DOHC J20A型及2.5L V型六缸DOHC H25A型等三種動力，搭配麥花臣獨立式前懸吊附下A臂支撐和外獨立懸架式後懸吊，底盤為高剛性梯形大樑，加上可切換2WD/4WD的驅動模式。
1989年 - 在日本市場與運動用品製造商異業結盟，5月與挪威商荷力韓森合作推出「Helly Hansen Limited」、10月則推「Goldwin Limited」等特仕車。同年正式在北美洲市場上市，共有雙門敞篷、硬頂敞篷等版本。
1990年 - 8月進行小改款，SOHC構造的G16A型引擎從8汽門改為16汽門，於是馬力從82hp提升至100hp；同時3速自排變速箱改為4速自排。同年9月追加5門車型並賦予「Nomade」副車名，含有遊牧民族的意味，銷往中南美洲亦採用此副車名。
同年正式由太子汽車導入臺灣國產化，成為第10家國產汽車廠，依照1.6L、2.0L、2.5L的動力分別命名為「吉星」、「金吉星」及「超級金吉星」。這部車是臺灣車壇最早出現的SUV車款，也是國產車中第一輛具有四輪傳動加力箱的裝置。
1994年 - 12月進行第二度小改款，原本方正的內裝改得較為圓潤，同時動力心臟新增2.0L V型六缸DOHC H20A型及2.0L直列四缸SOHC RF型渦輪增壓柴油引擎。對應馬力增大，原廠強化了Escudo車體、增加拉桿、輪胎規格尺寸及前後保桿亦增大，不過車室容積維持不變。RF型渦輪增壓柴油引擎由馬自達供應，相對地鈴木公司幫忙OEM代工馬自達Proceed Levante交由馬自達販售。
1995年 - 10月以北美洲市場為目標對象的衍生車款鈴木X-90上市，基本機械構造和Escudo相同，卻設定成二人座。不過這輛車在日本本土的口碑不佳，僅售出1,348輛。
1996年 - 追加2.5L V型六缸DOHC H25A型引擎，2.0L則改成直列四缸DOHC構造的J20A型。同時取消「Nomade」副車名，僅以三門、五門稱呼。

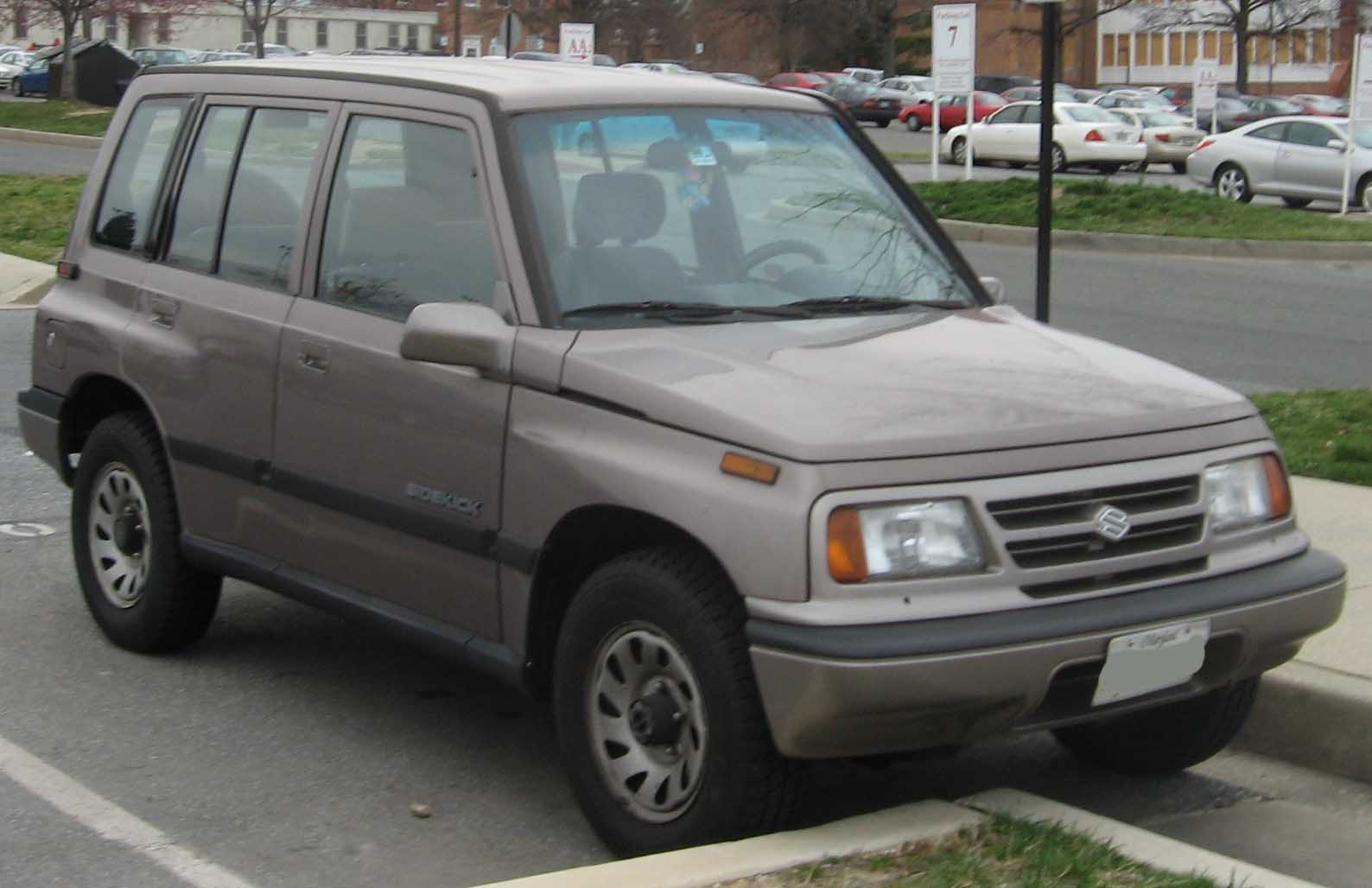
美規Sidekick五門版
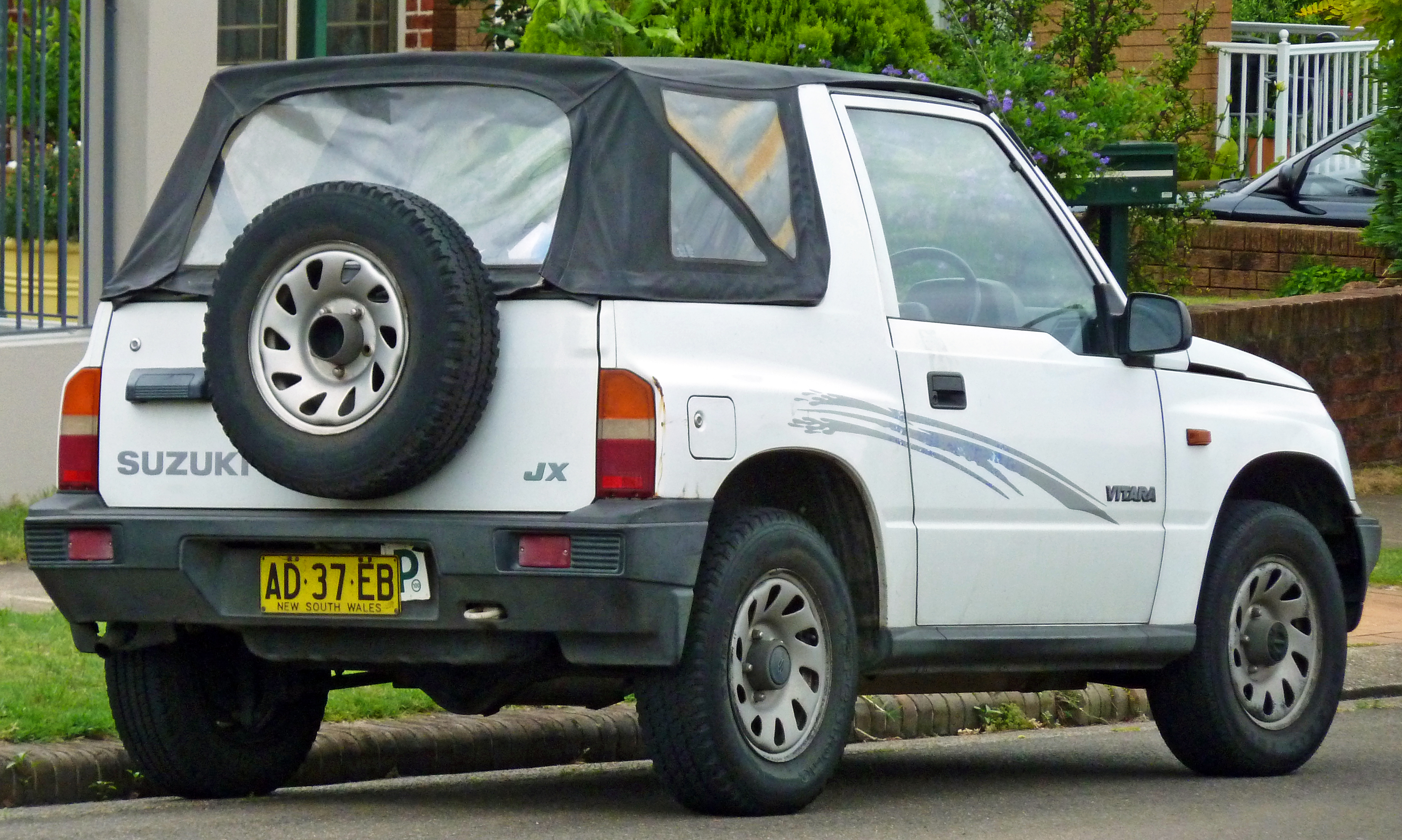
澳規Viatara三門敞篷軟頂版
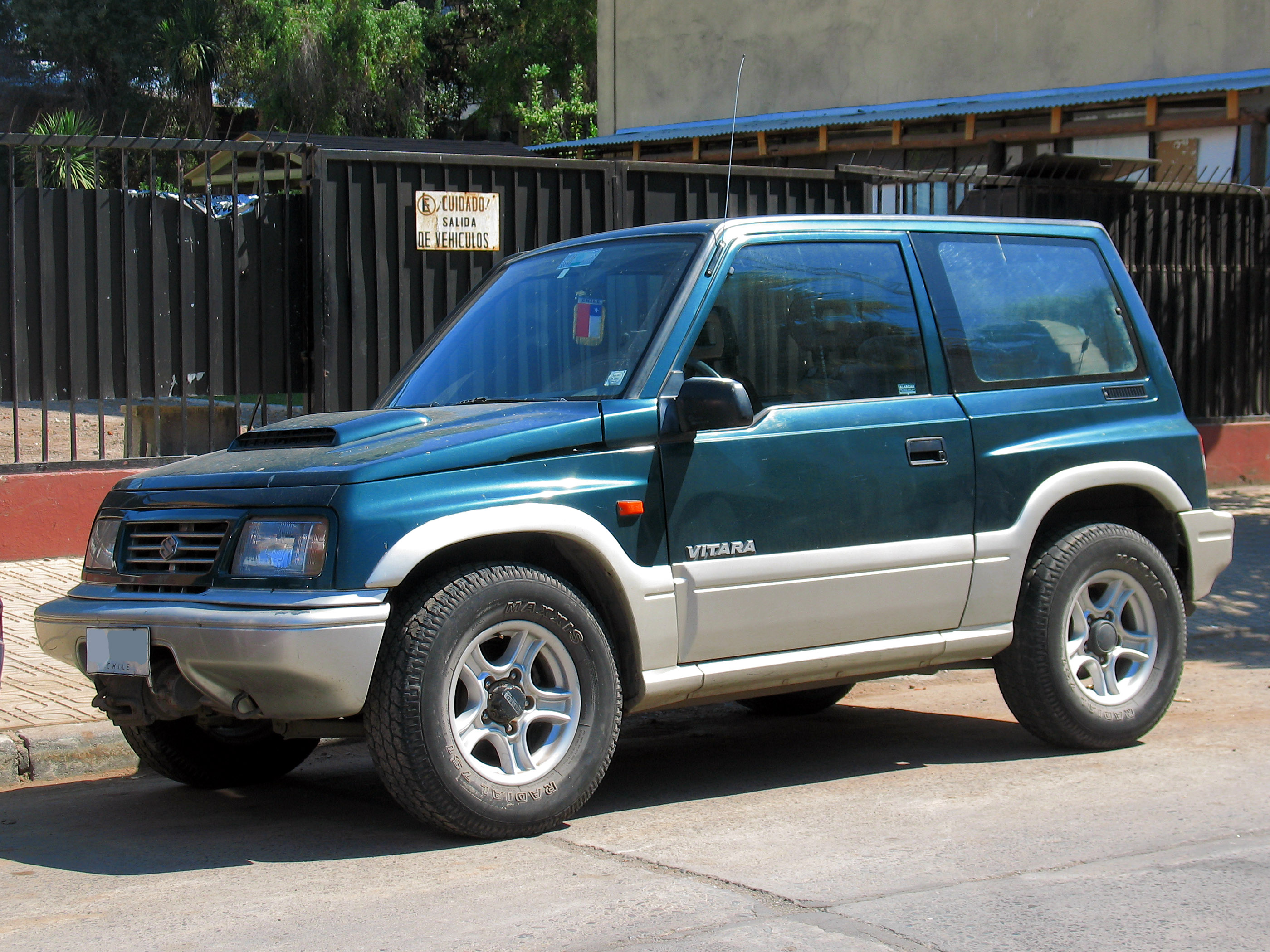
智利
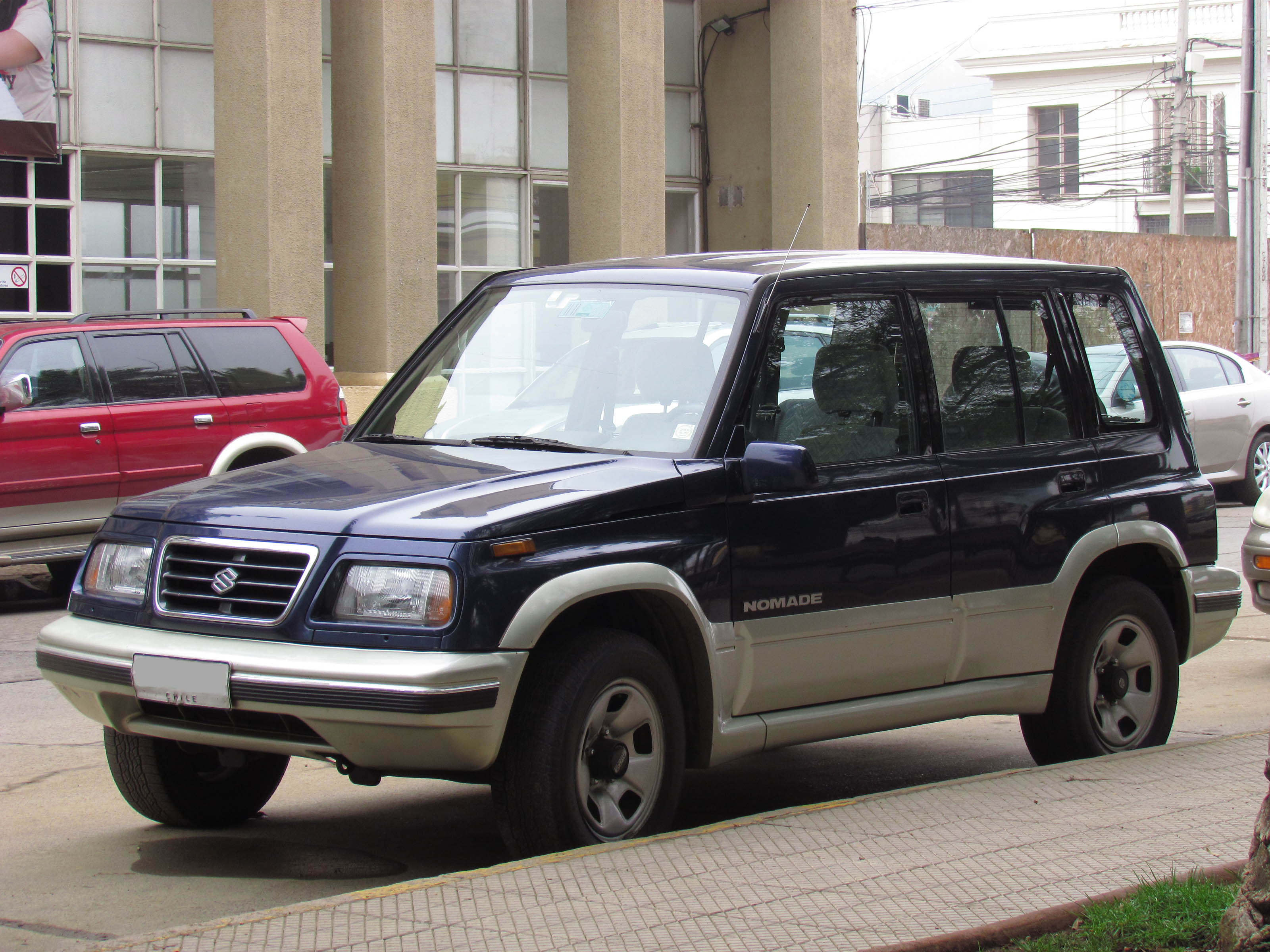
智利五門Nomade版
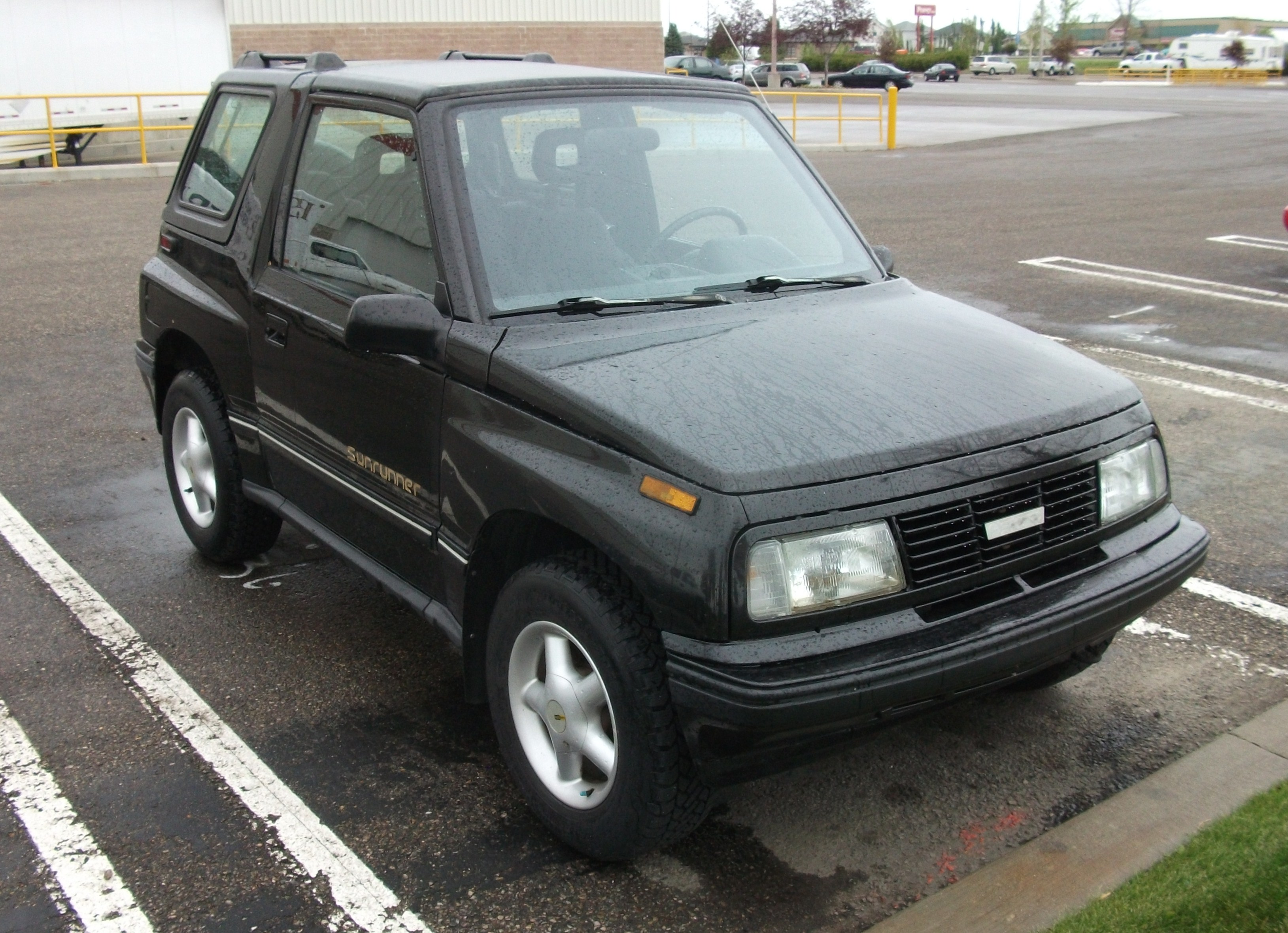
兄弟車亞蘇那Sunrunner
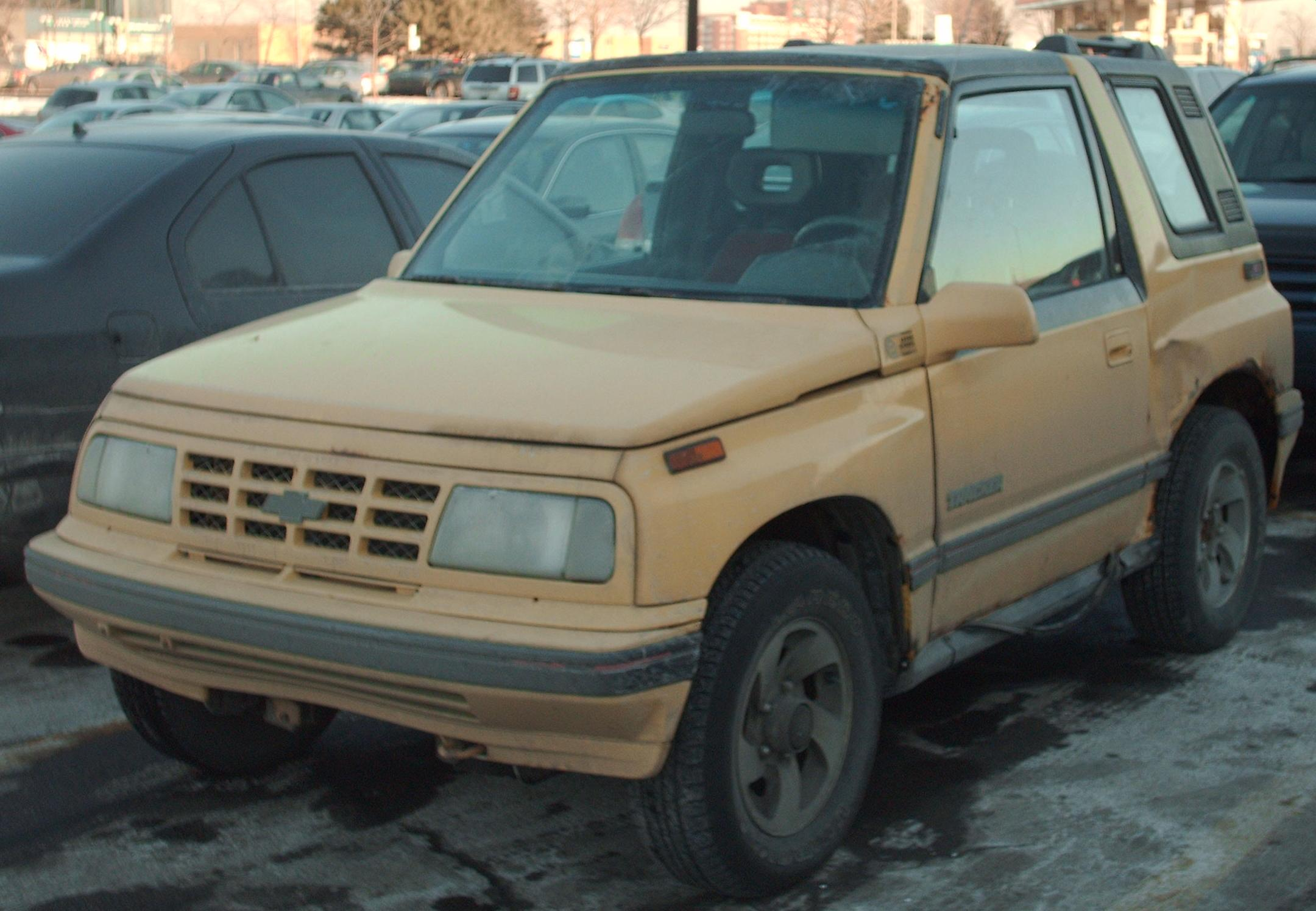
兄弟車雪佛蘭Tracker
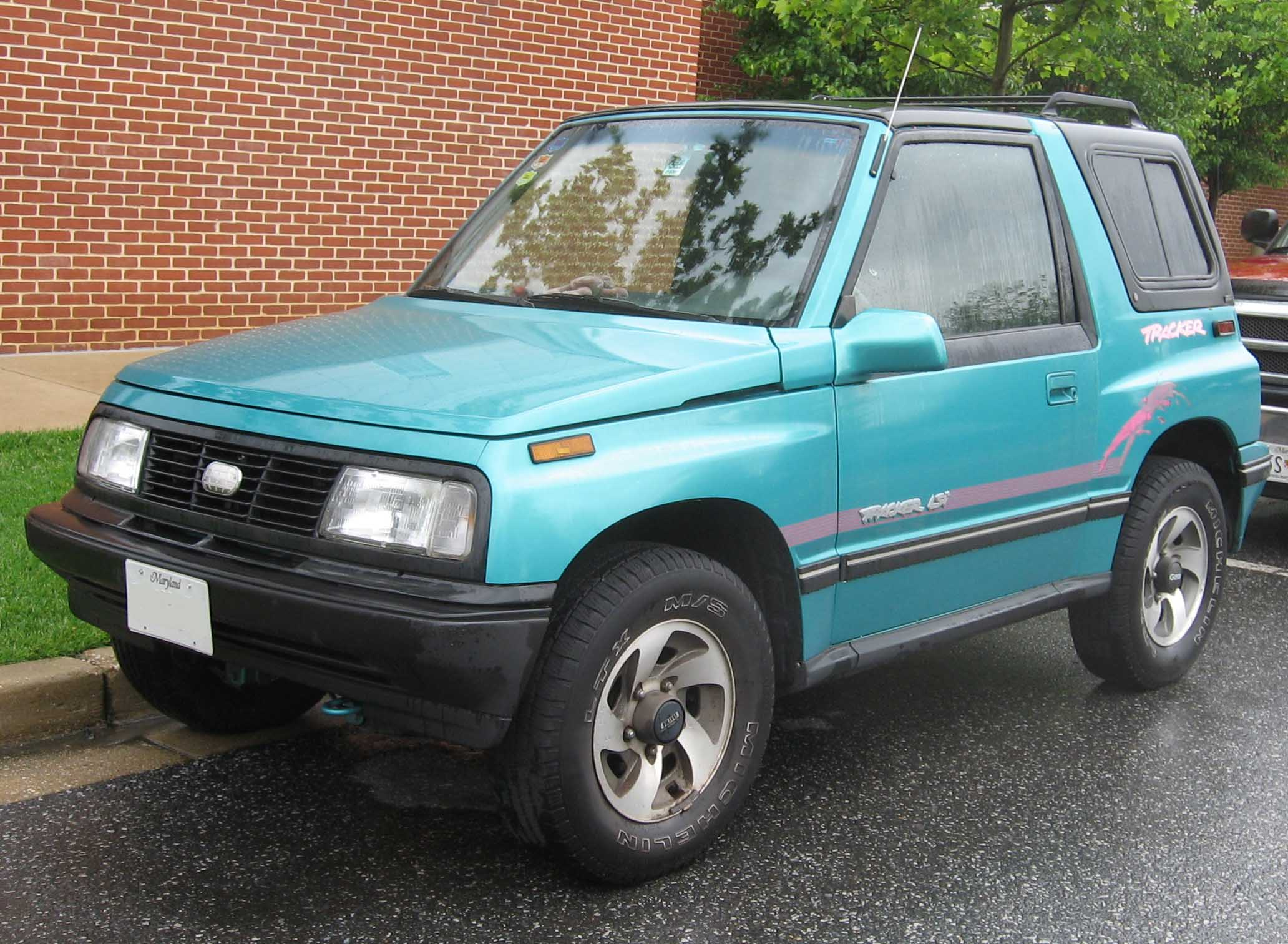
兄弟車吉優Tracker
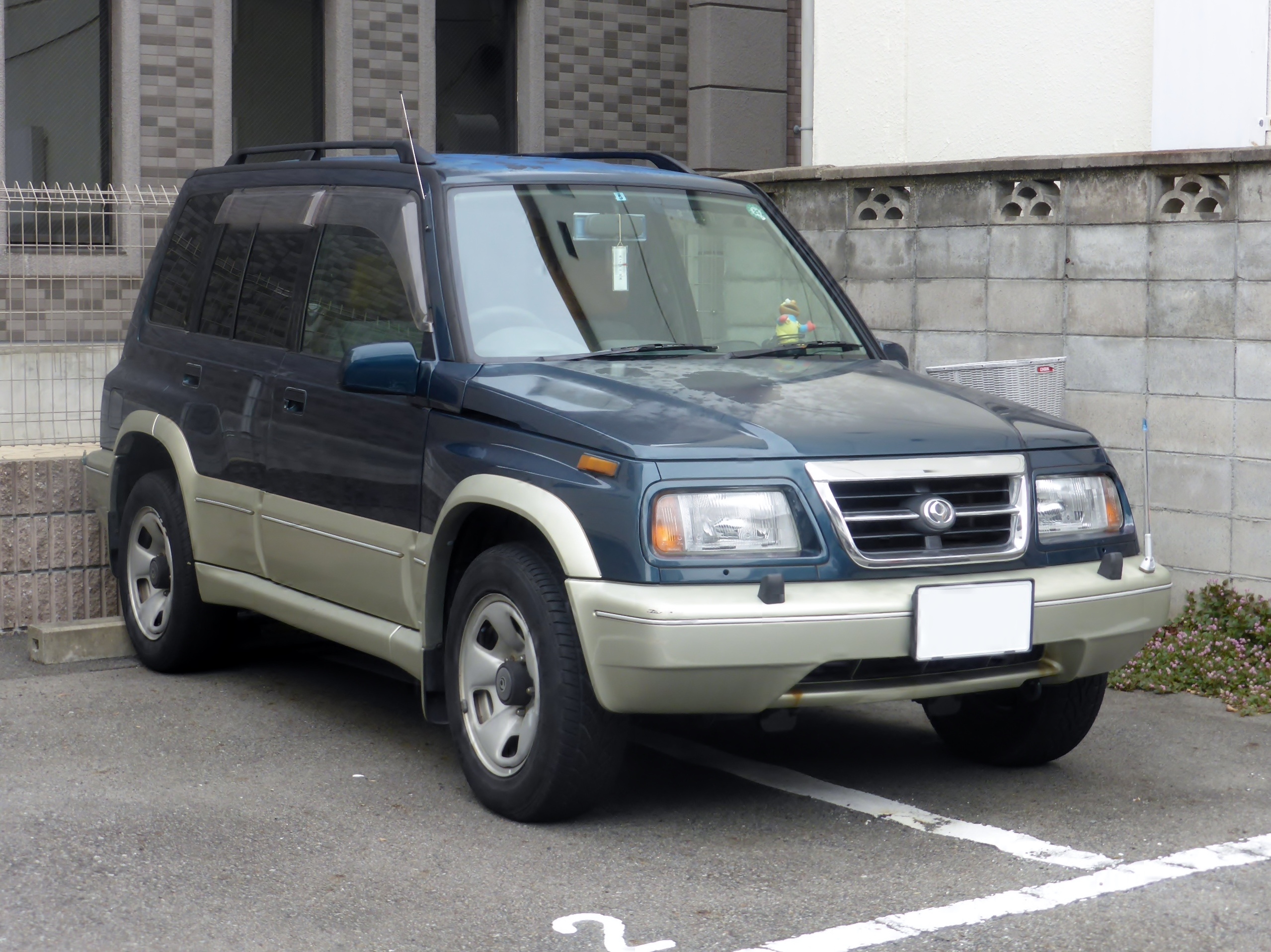
兄弟車馬自達Proceed Levante
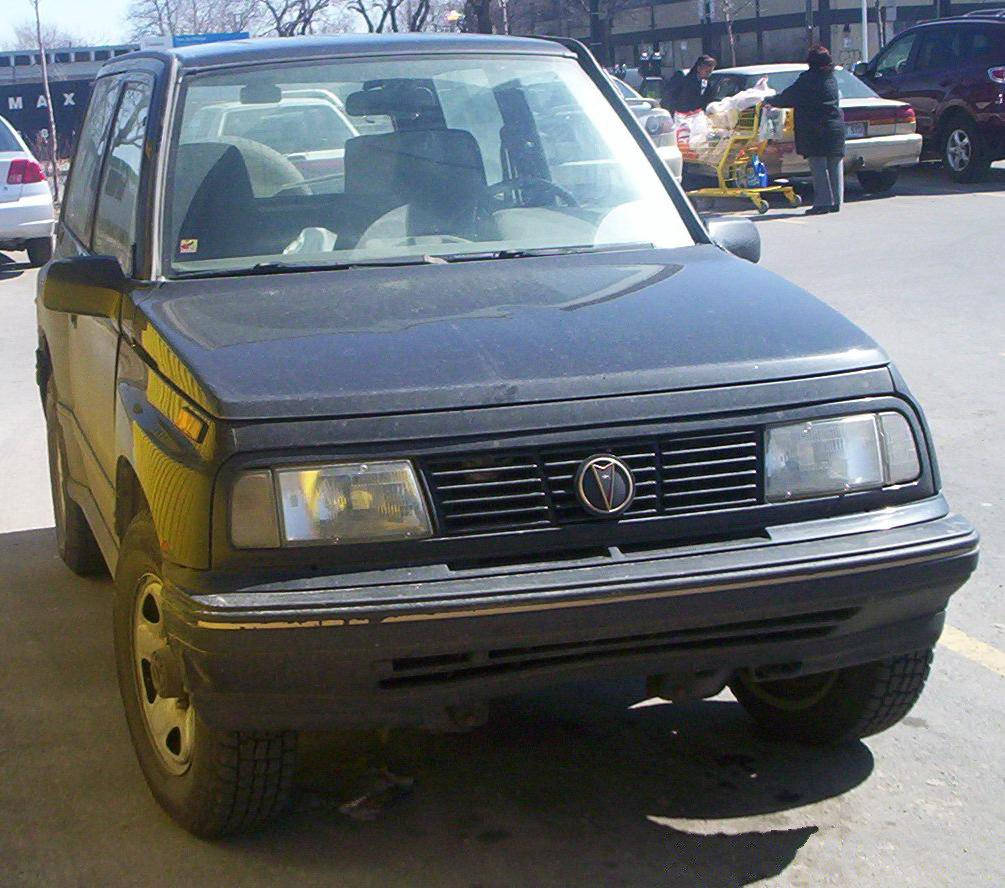
兄弟車龐帝克Sunrunner
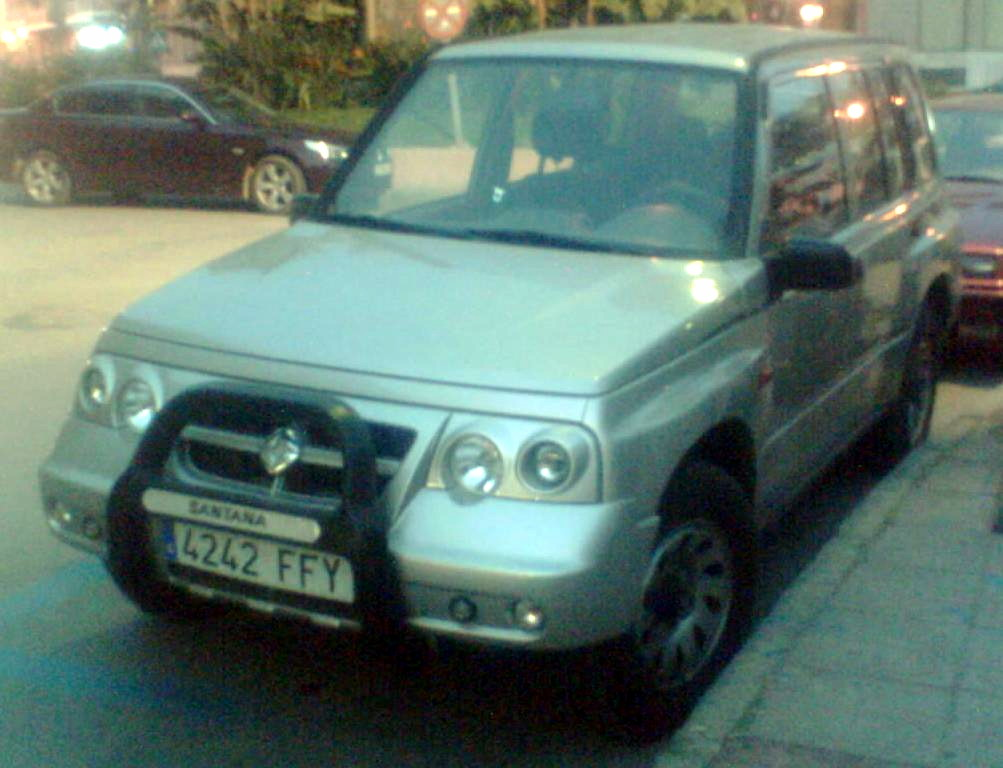
兄弟車桑塔納350

### 第二代（1997年-2005年）
日規：1997年至2005年，美規：1998年至2006年
1997年 - 11月7日第二代大改款的鈴木Escudo在日本上市，車身仍跟第一代一樣採車體與車架分體式結構（body-on-frame），後懸吊系統則改成非獨立五連桿式。後座改為可六四分離，亦增加許多實用的置物空間。動力方面，共有1.6L直列四缸SOHC G16B型、2.0L直列四缸DOHC J20A型、2.5L V型六缸DOHC H25A型、2.0L直列四缸SOHC RF型渦輪增壓柴油引擎等選擇。至於替馬自達的OEM代工仍持續發行第二代Proceed Levante，直到2000年第一代Tribute問世以填補SUV產品空缺。
1998年 - 追加3排座位、7人座、換裝2.7L V型六缸DOHC H27A型引擎的鈴木Grand Escudo，銷往北美洲和智利市場的稱作「鈴木XL-7」，銷往歐洲、澳洲等市場的則叫「鈴木Grand Vitara XL-7」。同年10月15日推出「Escudo V6 Special」特仕車，針對2.5L V6車型推出專屬空力套件、運動化碳纖維內裝飾板、白色儀表板、皮革製方向盤及排檔桿頭等配備，總共限量300部。同年11月20日另外推出限量1千輛的「G-Limited」特仕車，具有運動化空力套件、多樣化儀表等配備。
2000年 - 4月13日實施小改款，廢除部分車型但新增1.6L 2WD三門新車型，形成三門車型搭載1.6L引擎，五門車型則搭載2.0L或2.5L V6引擎。12月12日Grand Escudo開始回銷日本。
2001年 - 6月18日與製造運動用品的挪威商荷力韓森合作，針對2.0L五門車型推出「Helly Hansen Limited」，限量500部。外觀方面含有重新設計的前後保險桿、前霧燈、車側踏板、具有「HELLY HANSEN」字樣的車尾備胎罩殼等配備，內裝則以黑色皮革為主。
2002年 - 1月9日推出由著名時裝設計師山本寬齋針對2.0L五門車型的外型與內裝重新設計的「KANSAI」特別式樣車。座椅皮革、方向盤、排檔桿等處皆換上山本設計的樣式，中控台及車門飾板也以木紋處理，並且換裝2DIN CD/MD音響。同年6月25日再度推出限量500部的「Helly Hansen Limited」特仕車，前保桿、進氣壩、大燈罩、車側踏板、車尾備胎罩殼等皆重新設計；內裝方面則有CD/MD專屬音響系統、白色儀表板等。11月18日實施第二次小改款，廢除1.6L三門車型，變更中控台和座椅樣式。同時因應國際滑雪聯合會當年度在日本舉辦FIS滑雪大賽，推出「FIS Free Style World Cup Limited」特仕車，具有專屬的車身同色進氣壩、前下巴等外觀，專屬排檔桿頭、方向盤及附DSP功能的CD/MD音響系統等內裝。
這款車在北美洲市場換牌成「雪佛蘭Tracker」販售，並於2002年和2004年小改款了兩次。在墨西哥市場，鈴木和雪佛蘭各自以Grand Vitara及Tracker兩款車販售；但到了其他拉丁美洲國家則僅有雪佛蘭Tracker單一車款。至於智利當地，則將五門車型稱作「鈴木Grand Nomade」。至於中國市場則遲至2007年4月才正式引進第二代Escudo，稱之為「超級維特拉」，共引進1.6L三門手排、2.0L五門自排等二種車型。

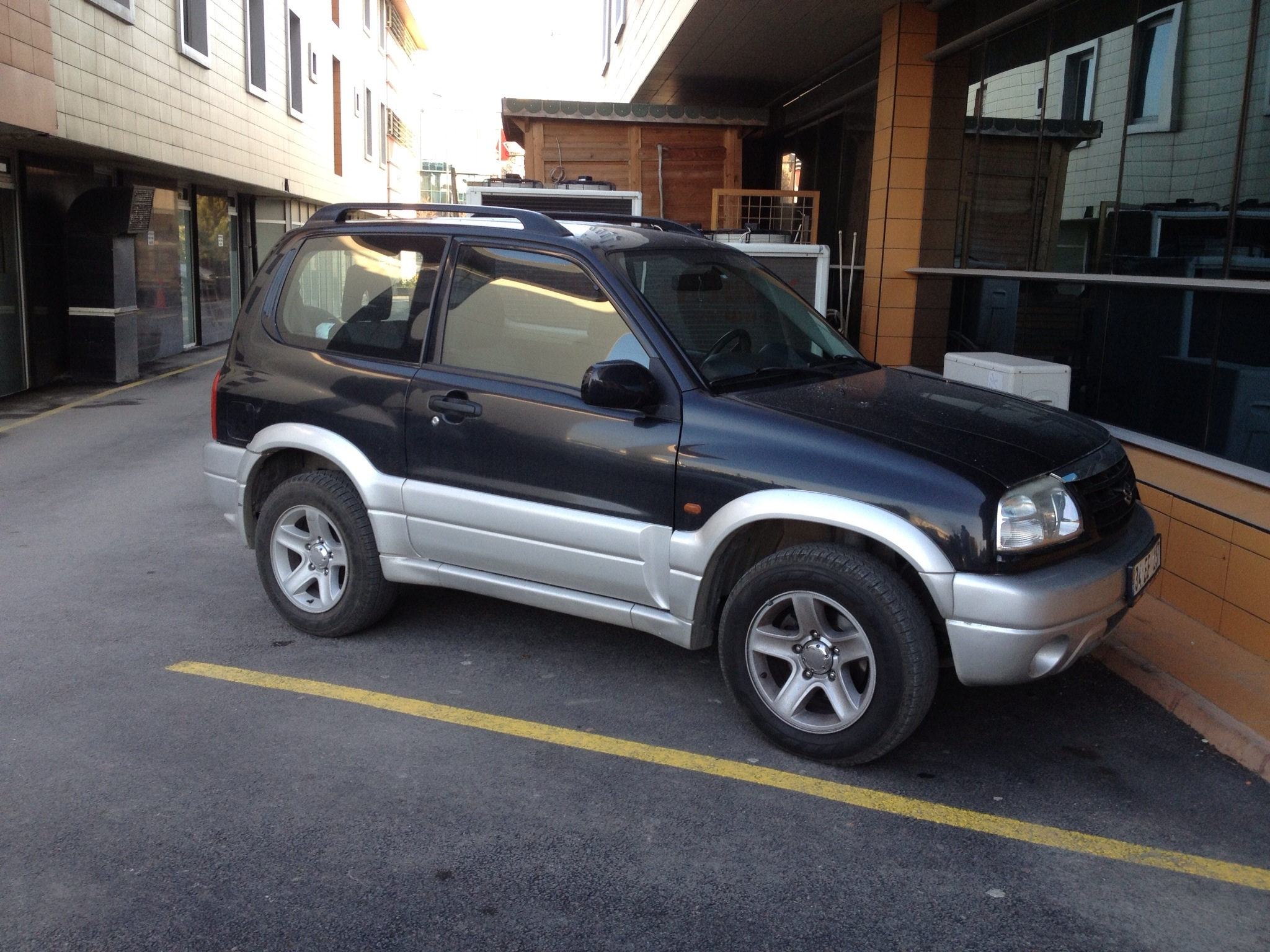
歐規三門車型
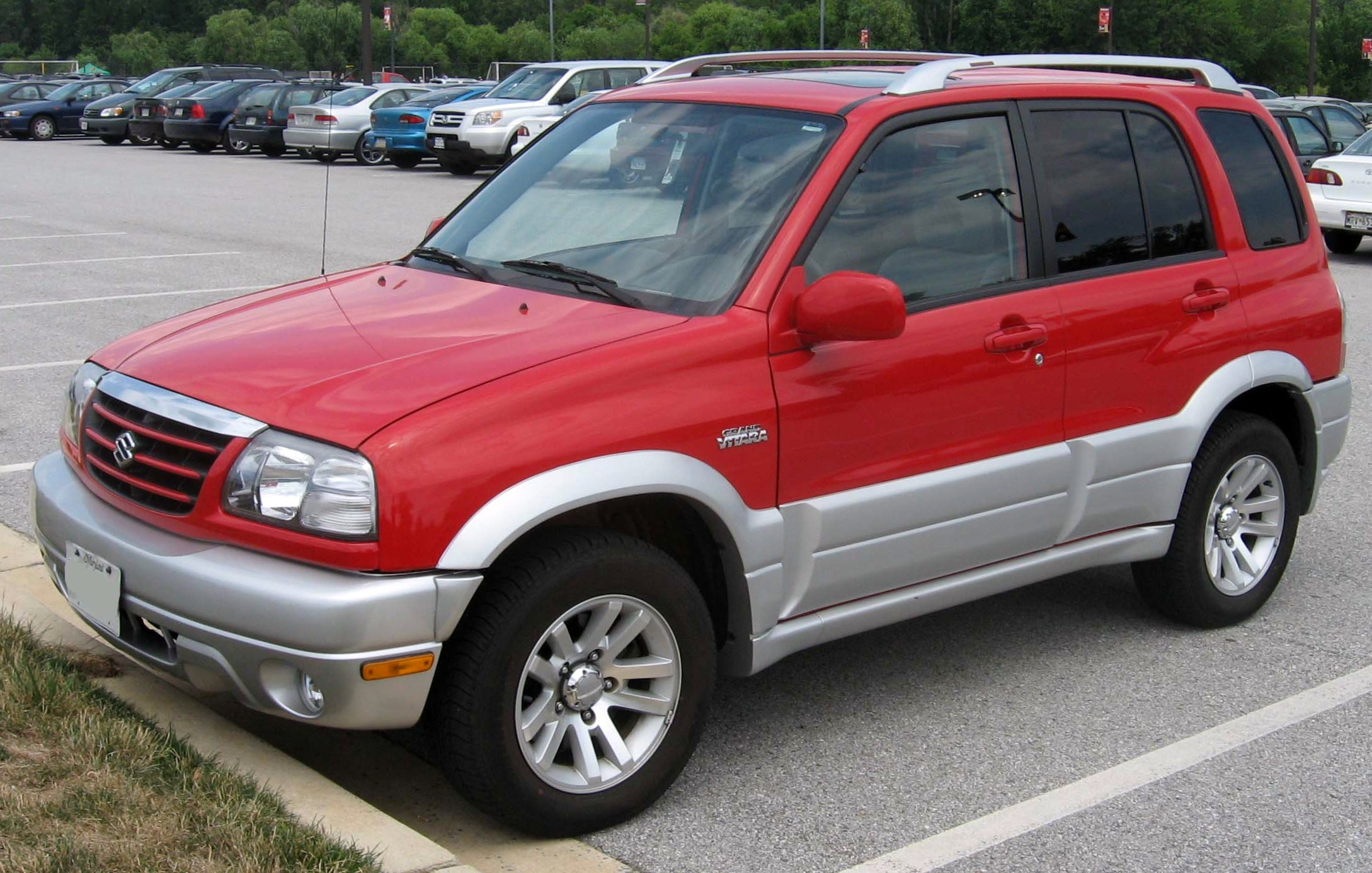
美規五門車型
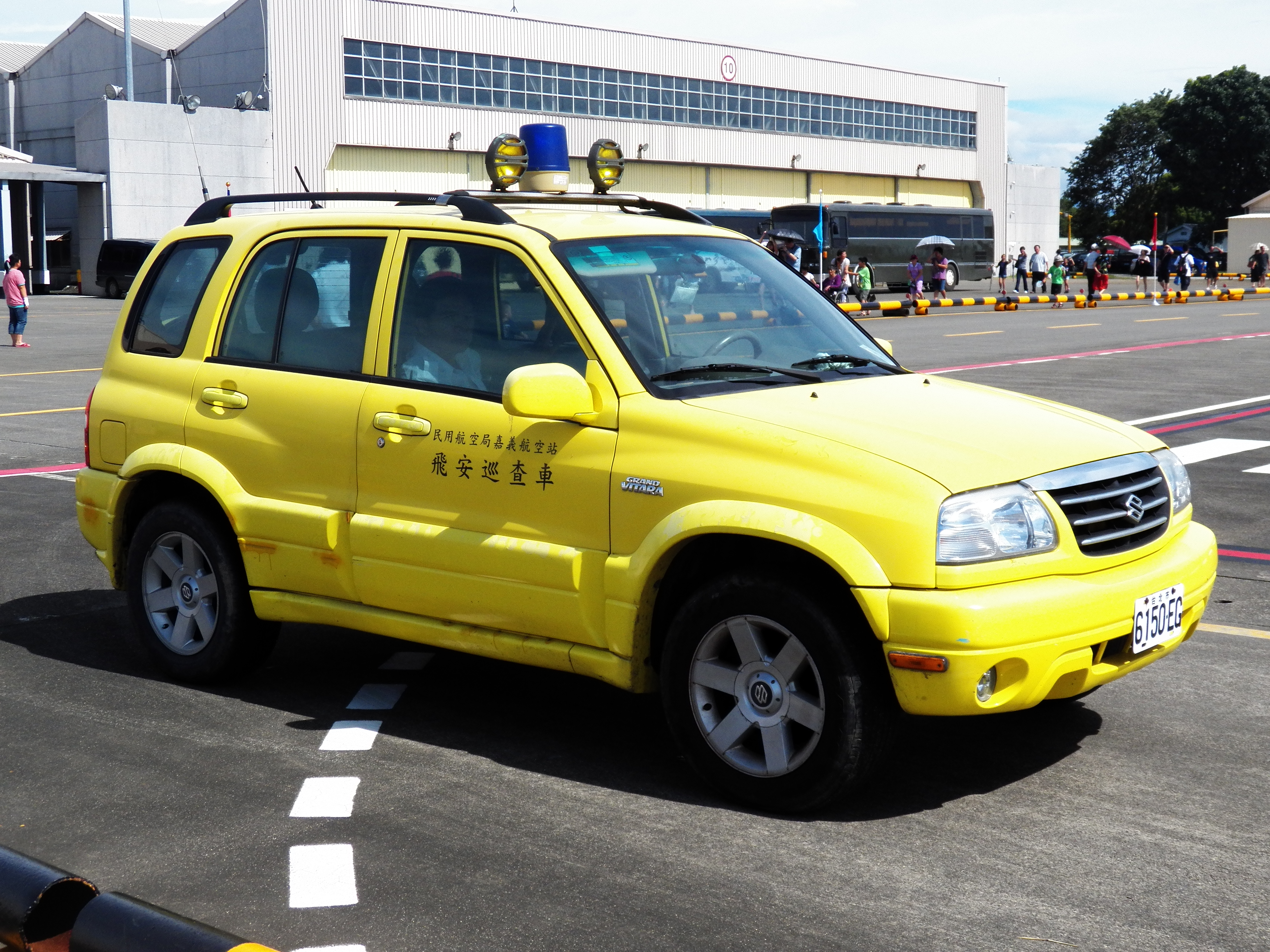
臺灣嘉義機場使用的飛安巡查車
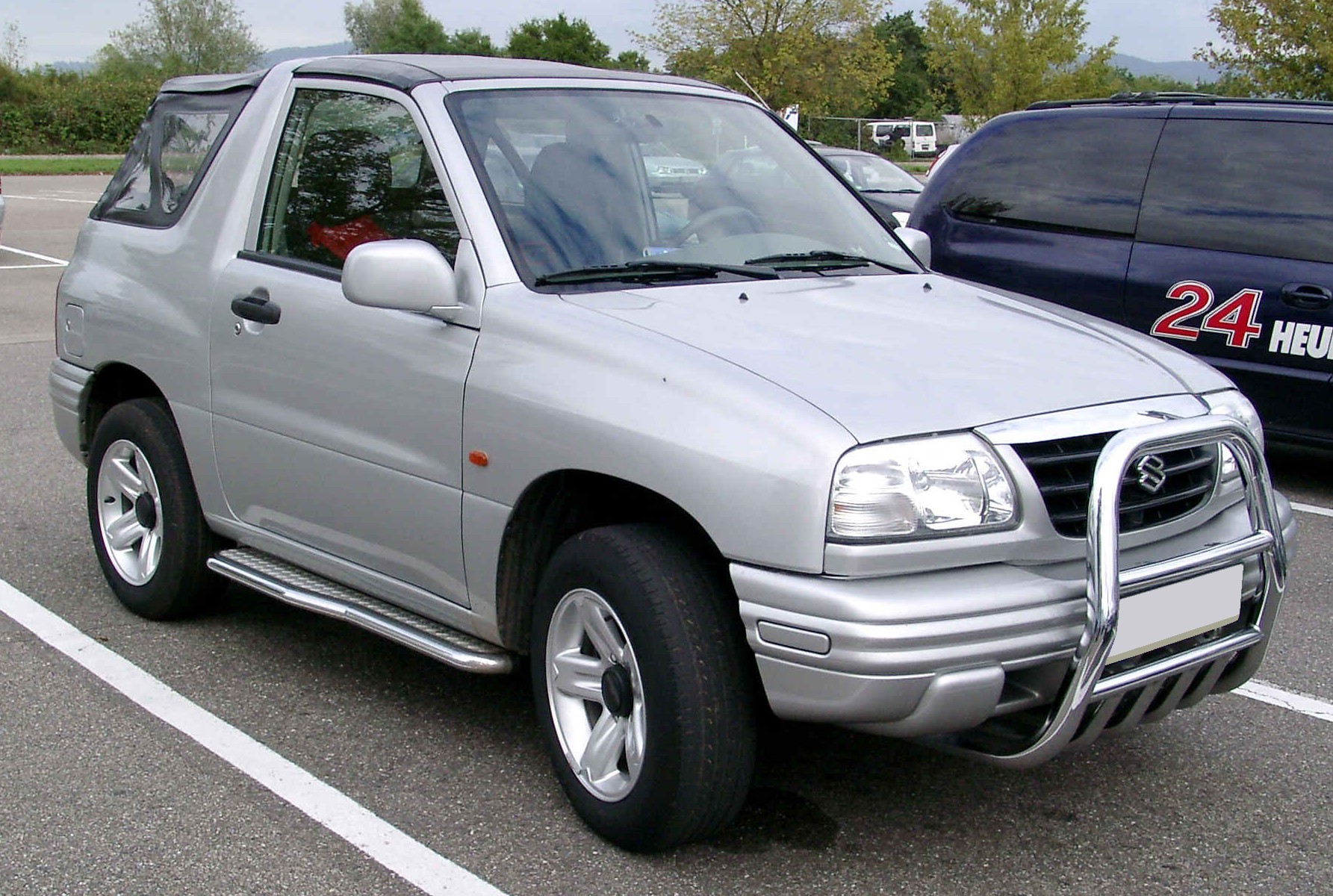
三門敞篷車型車頭
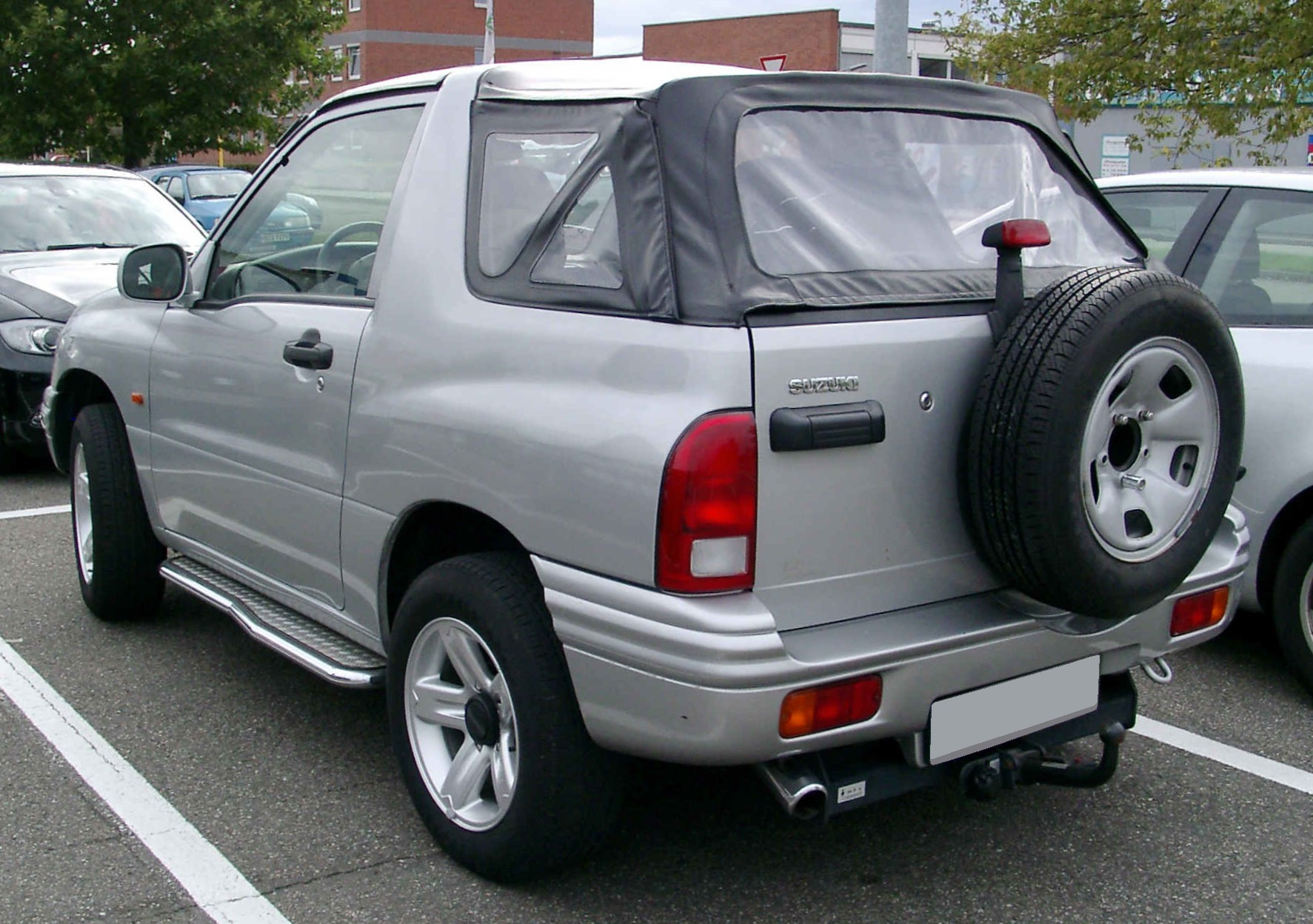
三門敞篷車型車尾
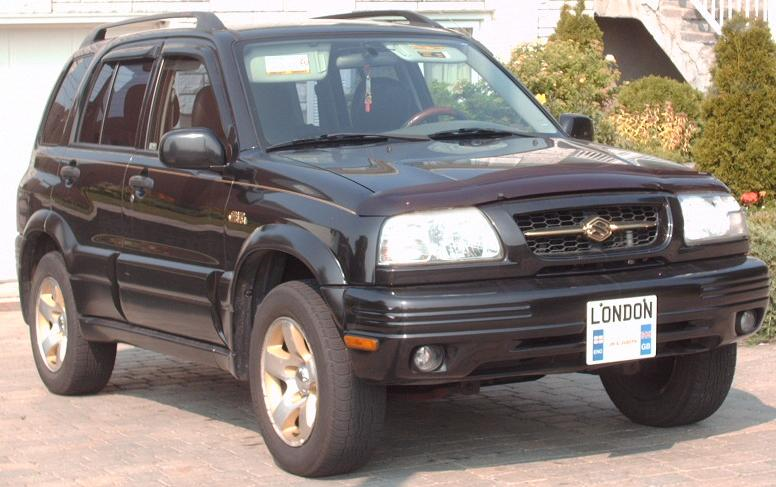

### 第三代（2005年-2017年）
2005年 - 5月16日發表全新大改款的第三代。車體構造迥異於前二代，將梯型車架與車身一體化，成為整合式梯型大樑車架底盤結構，特點是越野行駛時可承受較大的動力輸出。其次是補強車門鈑件的開口及使用輕量高張力鋼板，故車體抗扭曲剛性比前一代提升了二倍。前後輪的懸吊系統全面更新，採前麥花臣支柱式、後多連桿設定；特別在後懸吊的部分，從前代車型的非獨立式五連桿設計大幅改成獨立多連桿式的設定。除了維持一貫的越野能力，更強化在一般道路高速行駛的穩定性和舒適性。
在四輪驅動系統也出現重大變革，前一代本來藉由加力箱切換二驅或四驅模式，本代起改為全時四驅。LSD限滑差速器可在一側驅動輪打滑空轉時，讓尚有抓地力的另一側車輪保有驅動力。中央差速器並可完全鎖定傳動軸，使前後輪轉速一致，當後輪發生打滑時，前輪仍保有驅動力讓車子脫困。而且這套全時四驅系統配備旋鈕式電子切換加力箱，可設定四種傳動模式來應對各種地形。動力心臟有2.0L直列四缸DOHC J20A型、2.7L V型六缸DOHC H27A型等兩種引擎，搭配五速手排或五速自排變速箱。
2006年 - 1月正式引進臺灣，為了與仍繼續販售的第二代Grand Vitara區隔，稱之為「Grand Vitara JP」。動力來源為2.7L V型六缸DOHC H27A型，標準配備有keyless免鑰匙系統、恆溫空調、多功能三幅式方向盤、電動調整附電熱功能座椅、巡航定速、附衛星導航功能的觸控式DVD影音系統等。
同年6月12日日本市場實施部份改良（第2型），新增搭載1.6L直列四缸DOHC M16A型引擎、減少副變速箱、原本以外銷為主的三門「1.6XG」車型。此外也推出「Super Sound Edition」特仕車，具有高級音響系統、專屬進氣壩及鋁合金輪圈等配備。12月5日與法國運動用品商薩洛蒙集團合作，推出限量750部的「Salomon Limited」特仕車。
2007年 - 5月15日實行部份改良（第3型）；6月5日推出「Helly Hansen Limited」特仕車，含有[阿爾坎塔拉 (仿皮)|阿爾坎塔拉]]皮革座椅、專屬進氣壩、電動天窗等配備；11月6日再度推出限量1千部的「Salomon Limited」特仕車，具有防水功能、繡有「SALOMON」字樣的皮革座椅。
2008年 - 6月26日實施小改款（第4型），動力輸出改為2.4L直列四缸DOHC J24B型、3.2L V型六缸DOHC N32A型等二具引擎，修整前保桿和進氣壩的造型，並新增多功能行車資訊顯示螢幕。底盤設定也有小幅度更動：將變速箱和加力箱置於車輛後方，使車輛重心接近車體中心，達到前後配重比50：50。同時也發售「2.4L Helly Hansen Limited」特仕車，具有電動天窗、ESP車身動態穩定系統等配備。同年9月10日小改款Escudo引進中國市場，仍稱「超級維特拉」，2.4L或3.2L引擎可搭配四速自排或五速手排變速箱。同年11月5日日本當地第3度發行限量1,000輛的「Salomon Limited」特仕車，以2.4L車型為主，裝上前下巴、尾翼、進氣壩、18吋鋁合金輪圈、電動天窗、ESP車身動態穩定系統等配備。
2009年 - 臺灣引進小改款，動力為2.4L直列四缸DOHC J24B型引擎並搭配四速自排變速系統。新增後視鏡方向燈組、兼具音響控制鍵與巡航定速控制鍵的方向盤、6片CD+MP3播放功能音響、7支立體環繞音場喇叭等配備。在安全配備方面，則有ESP車身動態穩定系統、TCS循跡防滑控制系統、STC穩定行駛控制系統、整合式ABS+EBS+BAS煞車系統、TECT高剛性籠形鋼骨結構、6具安全輔助氣囊等。
2012年 - 7月11日再度小改款（第5型），主要換上全新設計的前保桿、水箱罩、燻黑頭燈組、17吋鋁合金輪圈，並於車側下方加入兩道鍍鉻飾條來提升質感。同一時間發售「X-Adventure」特仕車，附有電動天窗、LED霧燈、ESP車身動態穩定系統、18吋鋁合金鋼圈等配備。
2013年 - 2月1日日規版車型重新調校引擎，以符合JC08模式（第6型）。3月18日臺灣金鈴汽車正式引進小改款的第5型車型，主要改變在於前保桿、水箱罩、燻黑頭燈組、17吋鋁合金輪圈、車門鍍鉻飾條等。
2014年 - 8月20日小幅度改良（第7型），將ESP車身動態穩定系統列入標準配備，並變更座椅造型設計。同時間推出特仕車「Land Breeze」，包含專屬水箱護罩、牌照框、排氣尾管、18吋鋁圈、車頂行李架、電動天窗等，內裝方面方向盤、中控台飾板、車門扶手、座椅也以香檳金色點綴。
2015年 - 由於第四代Escudo上市，日本市場將第三代改名成「Escudo2.4」持續販售，且再度推出內容不變的「Land Breeze」特仕車。
2017年 - 4月日本市場停產。

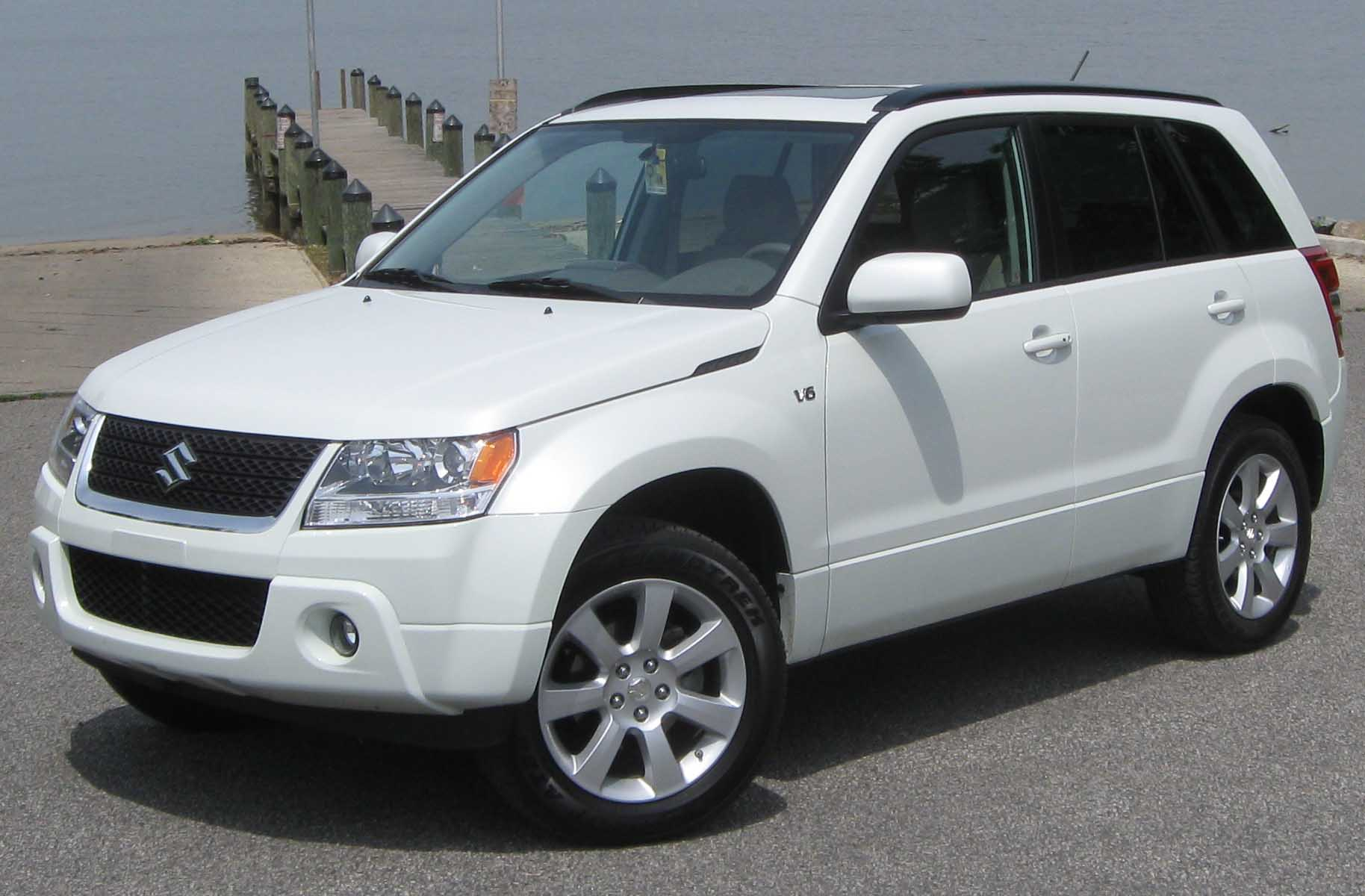
美規五門車型
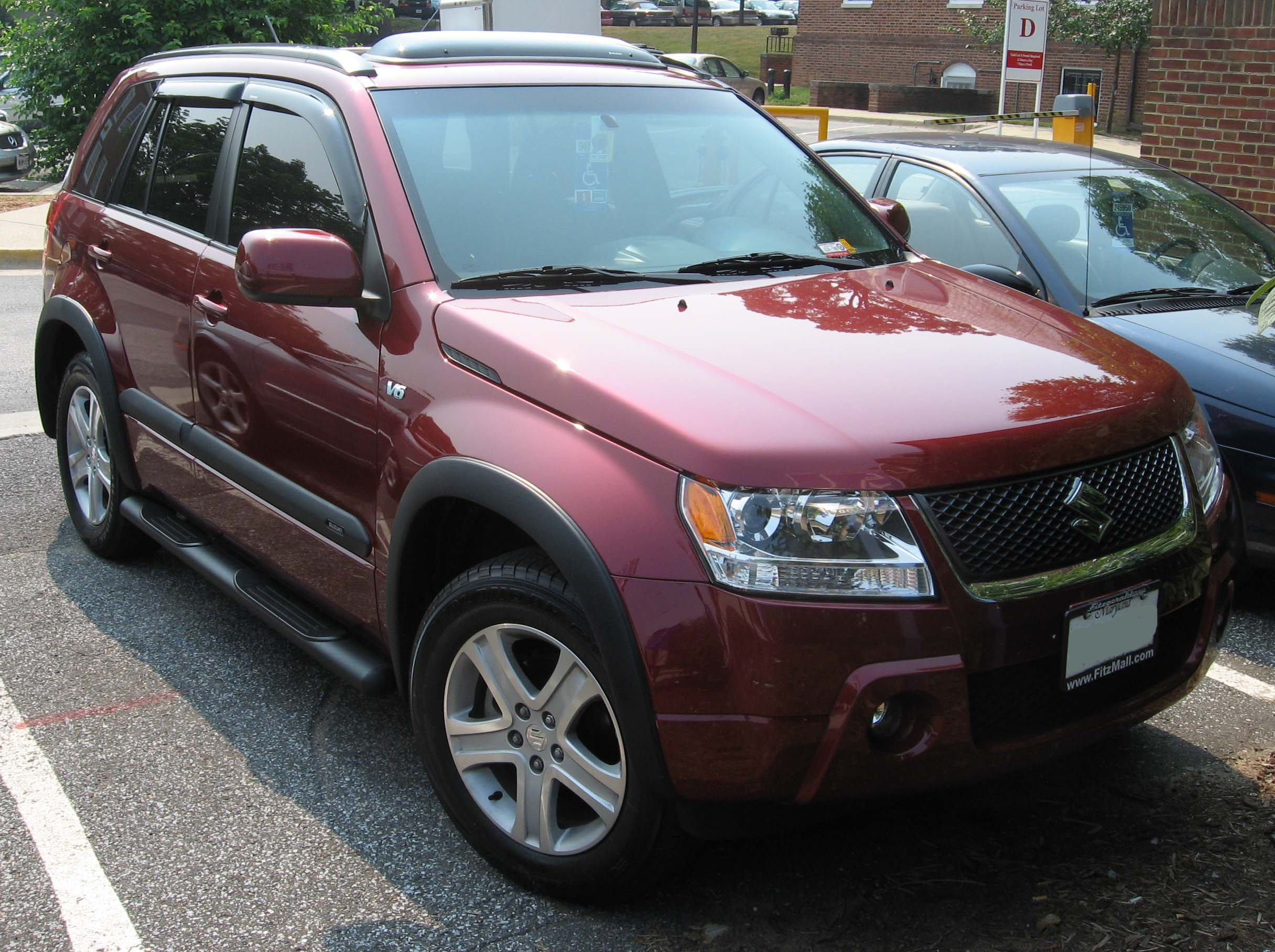
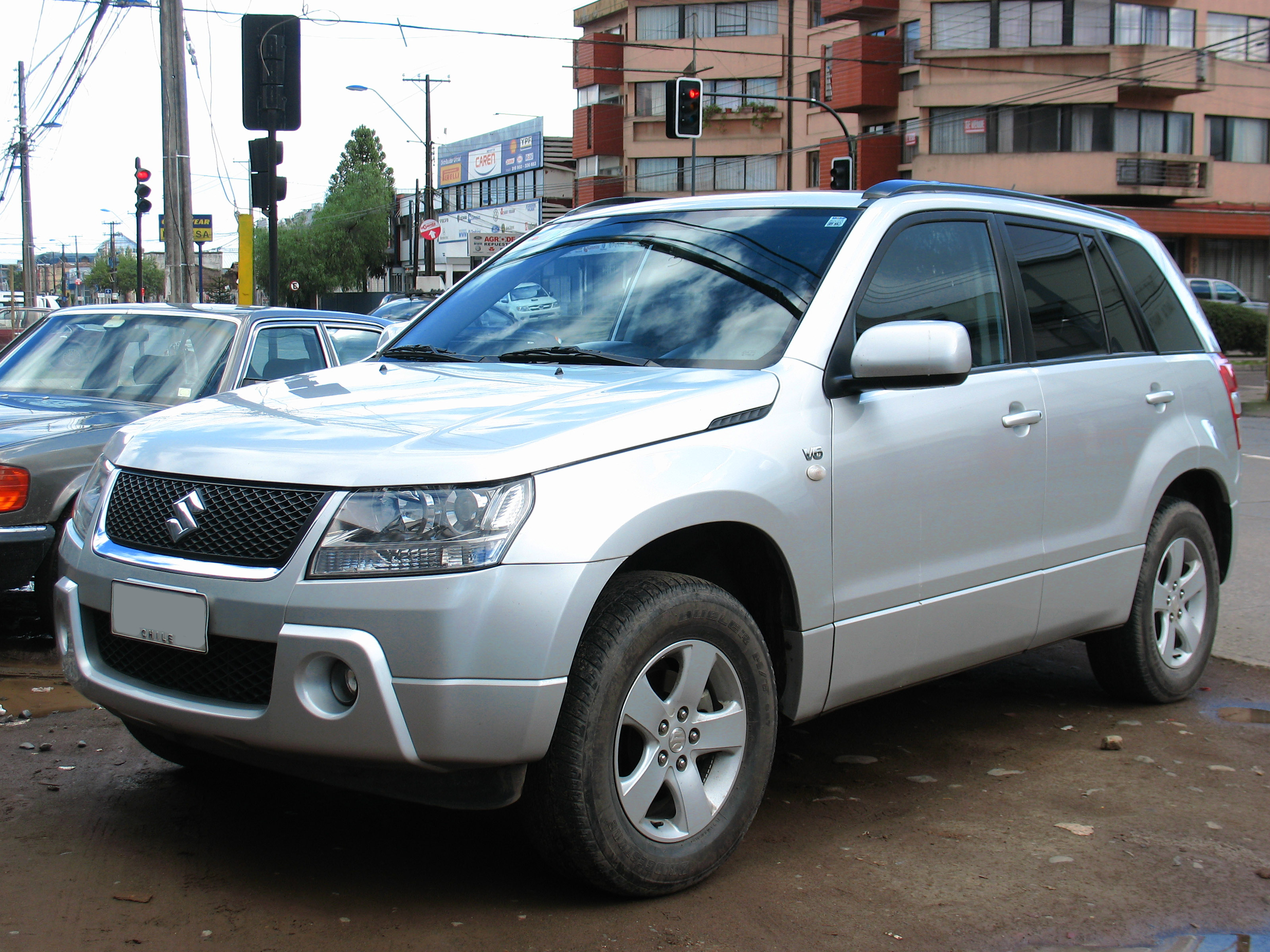
智利版Grand Nomade
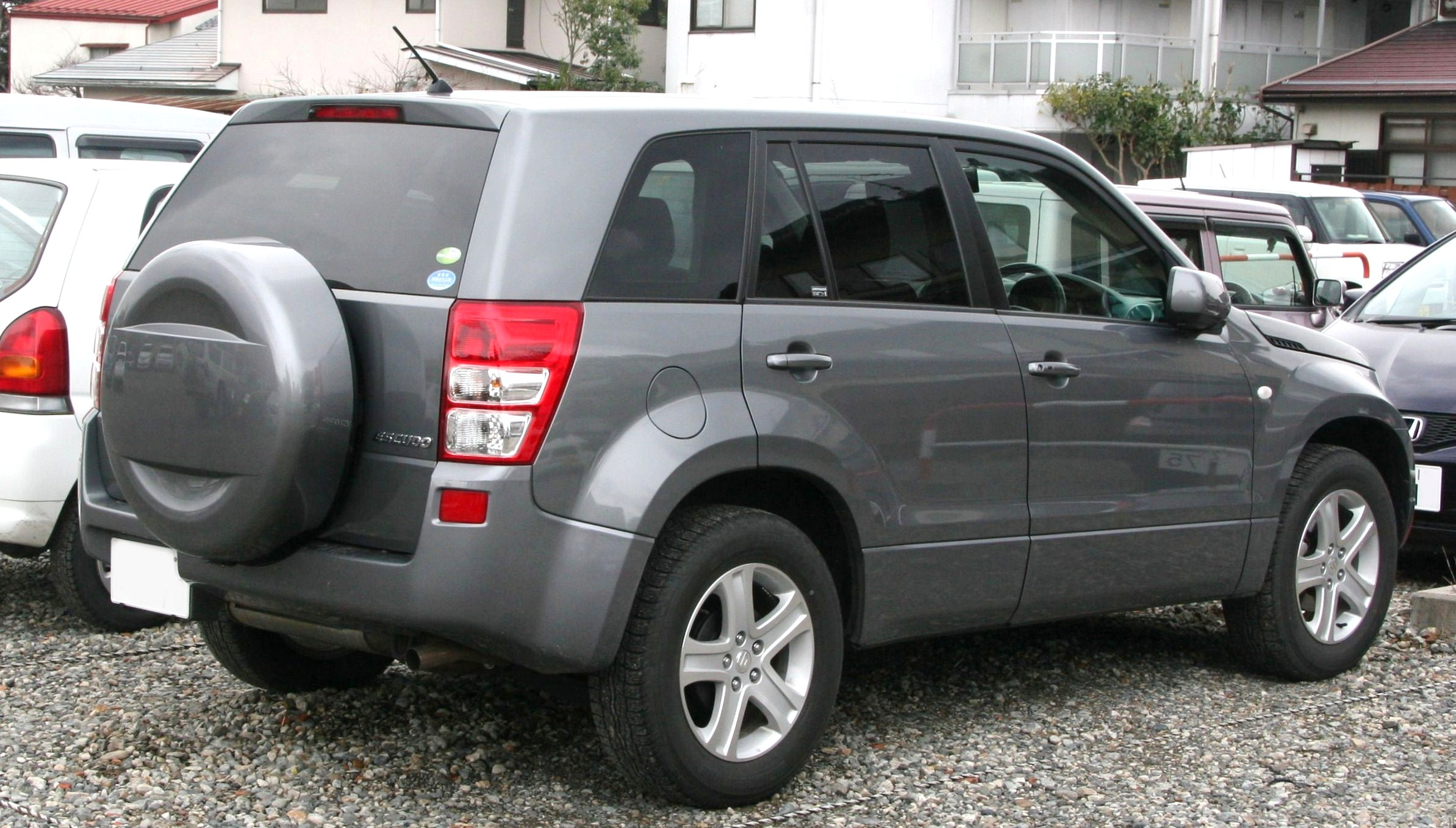
日規五門車型車尾
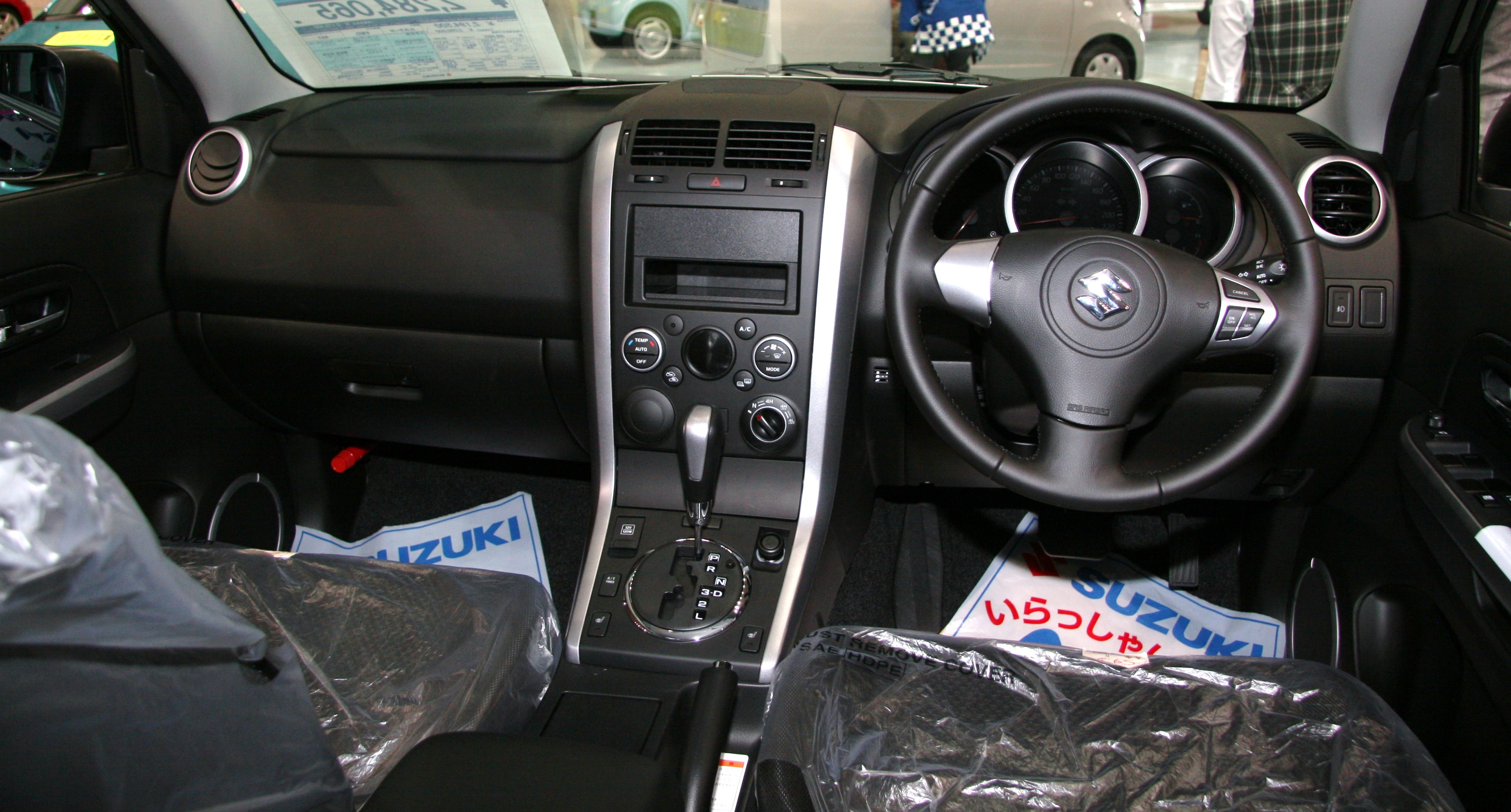
日規XG車型內裝
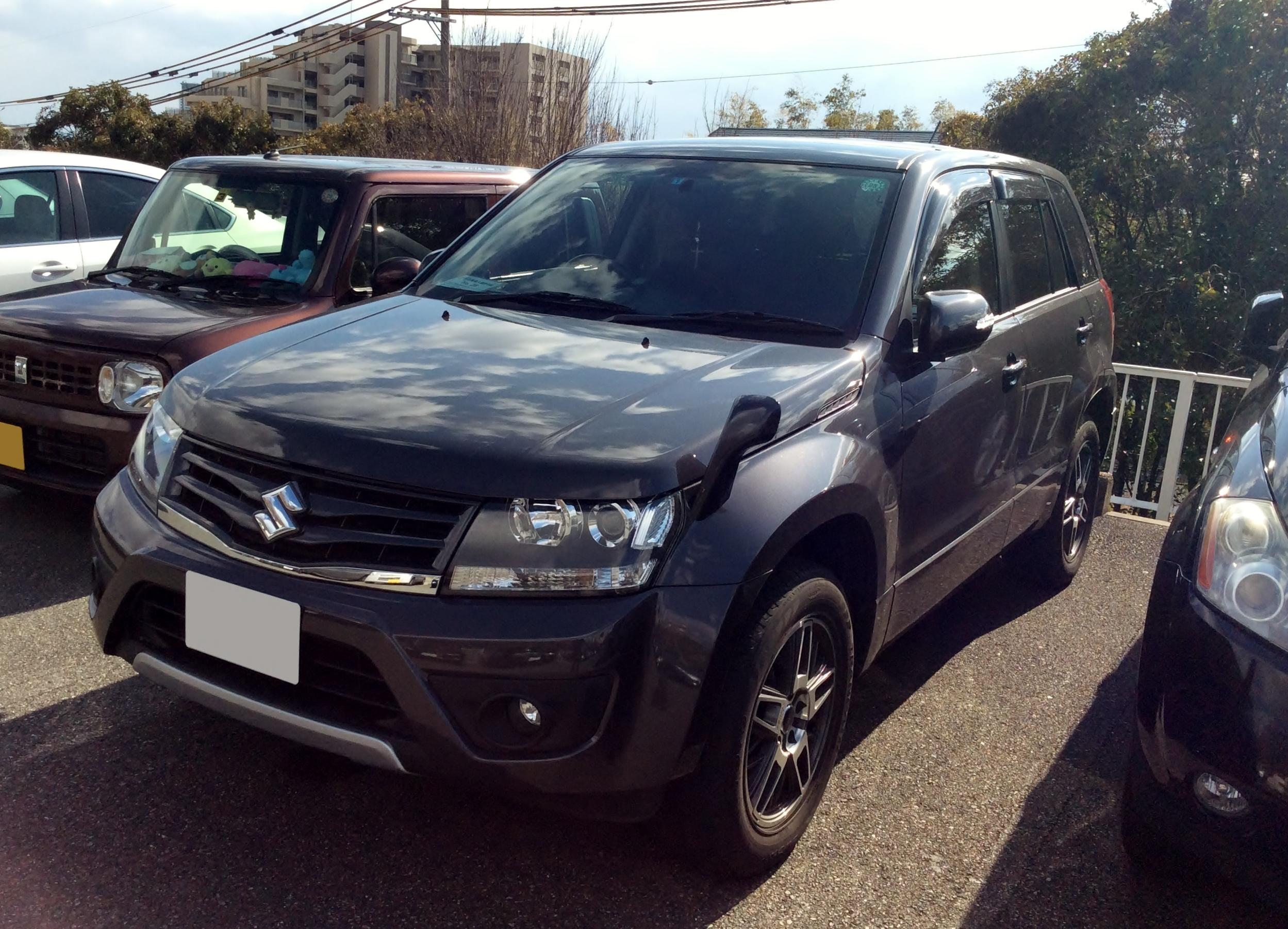
日規五門車型車頭
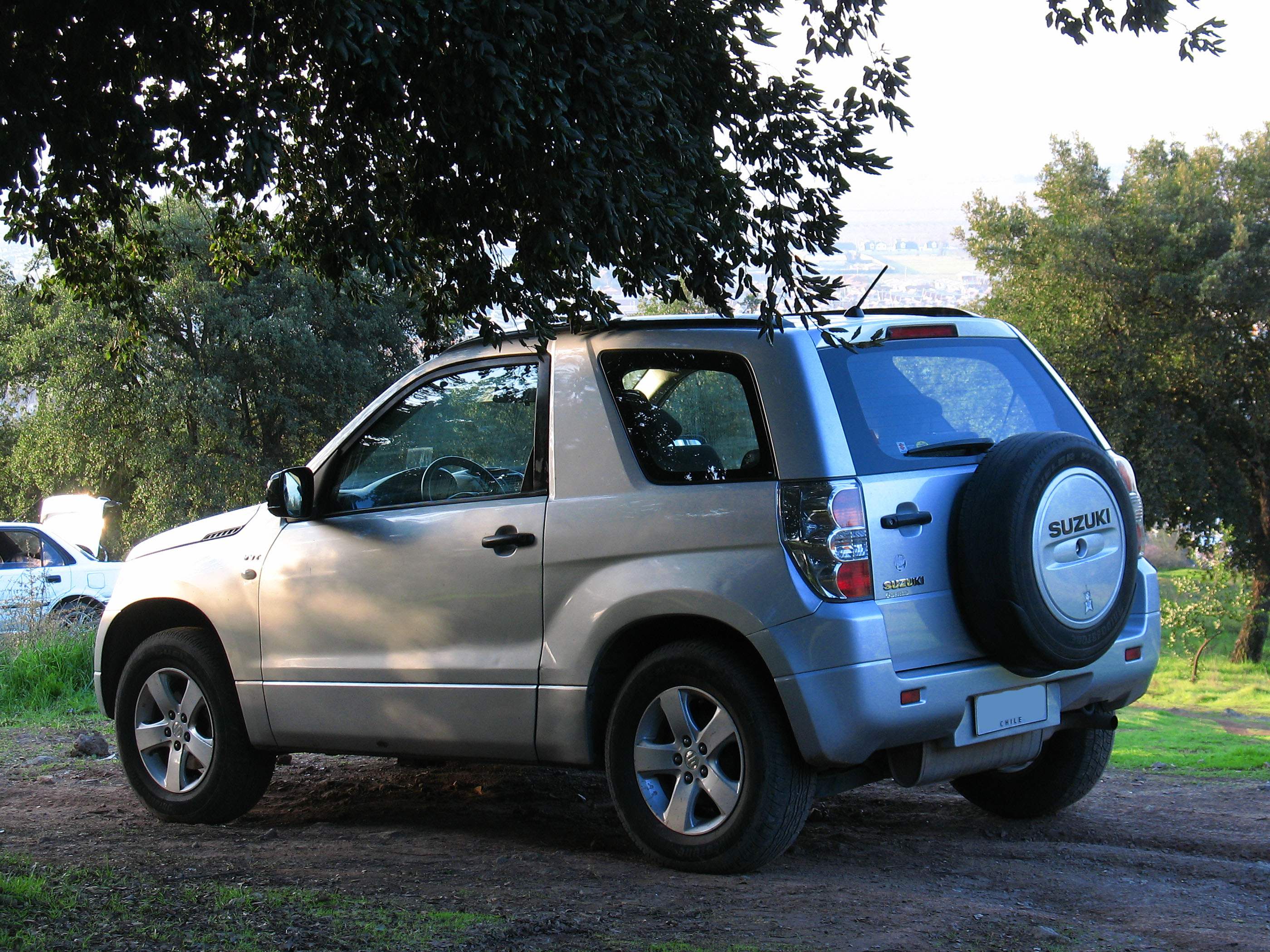
智利版1.6L三門車型
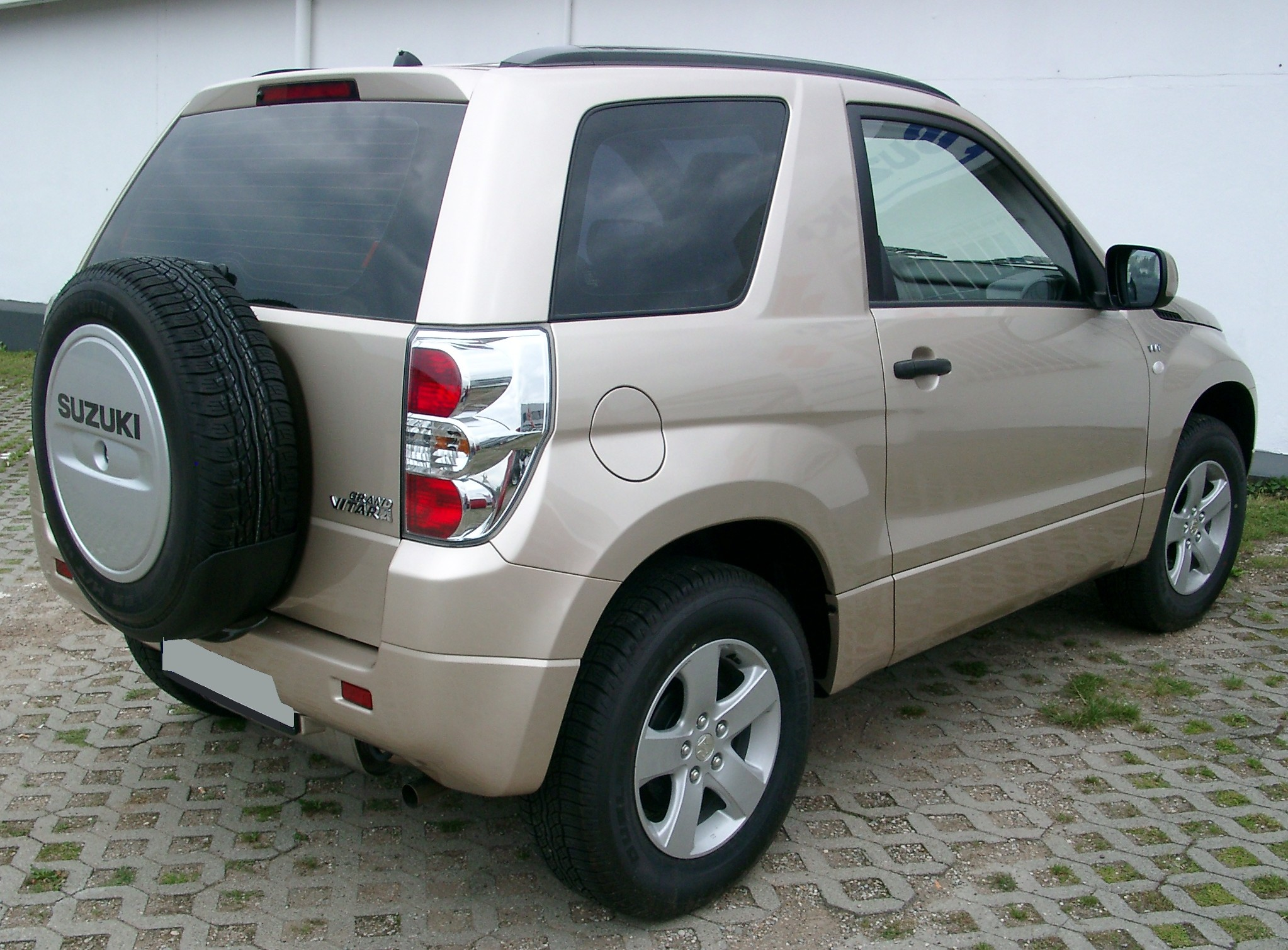
歐規三門車型車尾

### 第四代（2015年迄今）

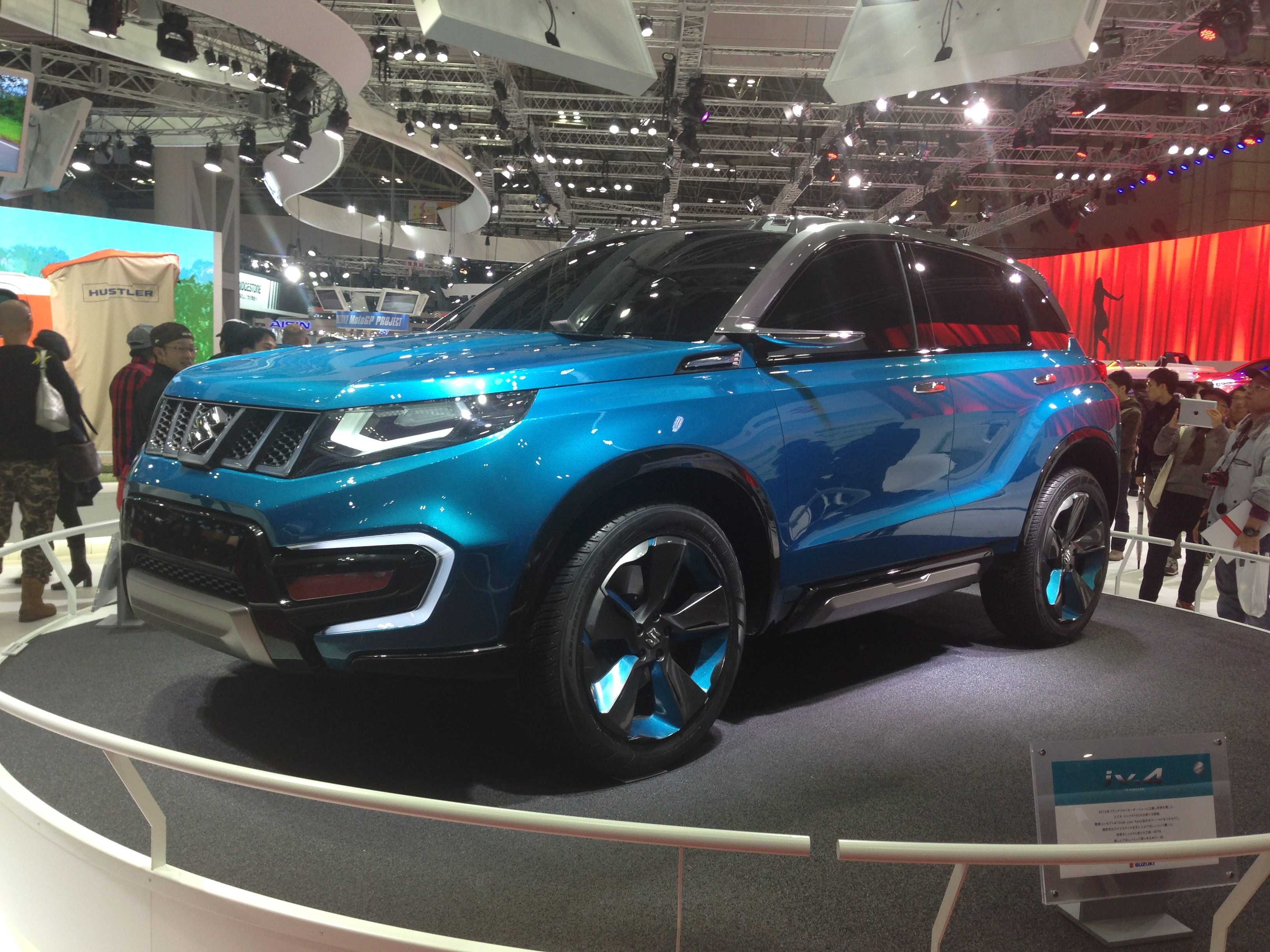
概念車iV-4

2013年 - 9月10日於法蘭克福車展公開概念車「iV-4」，接著在同年11月23日開幕的第43屆東京車展、2014年4月20日開幕的北京車展依序展出。
2014年 - 10月3日於巴黎車展公開新一代Vitara，宣告2015年第一季正式於匈牙利的馬札爾鈴木公司投產。
2015年 - 3月5日馬札爾鈴木公司下線投產，並陸續於歐洲各國市場開賣。車頭採雙橫柵水箱護罩，保桿下方以大型銀色防撞飾板點綴，兩側以ㄈ字型霧黑飾板搭配LED晝行燈組和圓形霧燈。內崁雙圓燈的頭燈組、蚌殼式引擎蓋造型也是大改款的重點之一。跟上一代相比，軸距縮短140mm，長度及寬度亦分別縮減325mm及35mm，車高也出現85mm的降幅。內裝方面引進家族化設計的三輻式跑車化方向盤及雙環式儀表，冷氣出風口改採圓形設計，在中控台上方採用三圓式設計，中央則納入圓形指針式時鐘，中控台也採用黑色鋼琴烤漆提升質感，而原廠更提供青色、白色、橙色、鋼琴黑色烤漆的內裝飾板選擇。動力方面以五速手排或六速自排等二種傳動方式，搭配1.6L直列四缸DOHC M16A型或1.6L直列四缸DOHC DDiS型柴油引擎。除了前置前驅車型外，原廠另提供「AllGrip智能全時4WD系统」，可在前輪發生打滑時將更多的扭力分配至後輪，藉此強化車輛循跡性的表現，並提供了Snow雪地、Sport運動、Auto自動、Lock鎖定等四種切換模式。同年9月增加一具新開發的1.4L直列四缸DOHC缸內直噴K14C-DITC型渦輪增壓引擎，可輸出最大馬力140ps / 5,500rpm、最大扭力22.4kg·m / 1,700-4,000rpm。
同年11月30日長安鈴木公司發表「鈴木維特拉」，動力來源可以1.4L直列四缸DOHC缸內直噴K14C-DITC型渦輪增壓引擎搭配六速手排或自排變速箱，或者自然進氣的1.6L直列四缸DOHC M16A型引擎搭配五速手排變速箱。
2016年 - 3月紐西蘭市場推出限量的「Boulevard Edition」特仕車，包含白底綴黑帶車色塗裝、綴有白色Boulevard Edition字樣的皮椅、駕駛座加熱功能、19吋鋁合金輪框、電動天窗、尾翼、衛星導航系統、倒車顯影、藍牙、巡航定速等配備。同年9月6日，臺灣金鈴汽車引進匈牙利馬札爾鈴木公司製造的鈴木Vitara，入門級GLX車型配置1.6L直列四缸DOHC M16A型引擎，中高階S、S AllGrip（4WD）則配置1.4L直列四缸DOHC缸內直噴K14C-DITC型渦輪增壓引擎，皆配合六速手自排變速箱附換檔撥片。全車系將感應式頭燈與雨刷、Keyless免鑰匙感應門鎖系統與Push Start引擎啟動按鈕、巡航定速、怠速熄火系統、HHC斜坡起步輔助系統、恆溫空調、ABS+EBD煞車系統、ESP車身動態穩定系統、TPMS胎壓偵測系統、7具安全氣囊納為標準配備，頂級S AllGrip款則外加LED頭燈、紅色縫線麂皮座椅、HDC陡坡緩降系統、AllGrip智能全時4WD系统等配備；另可加價新台幣1萬選購雙色車身。
2017年 - 7月26日日本市場追加1.4L直列四缸DOHC缸內直噴K14C-DITC型渦輪增壓引擎，內外裝也與1.6L車型做出區隔。

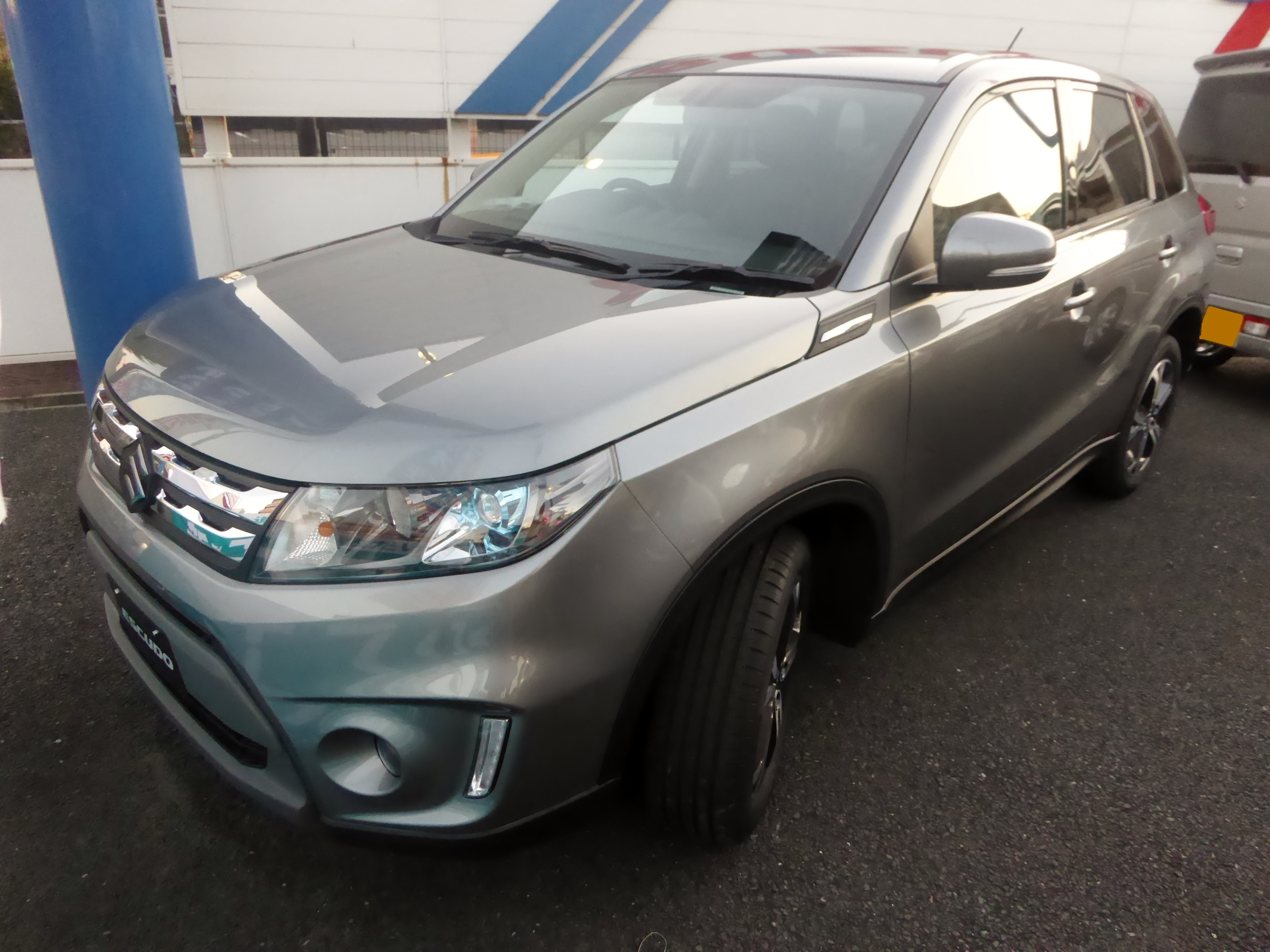
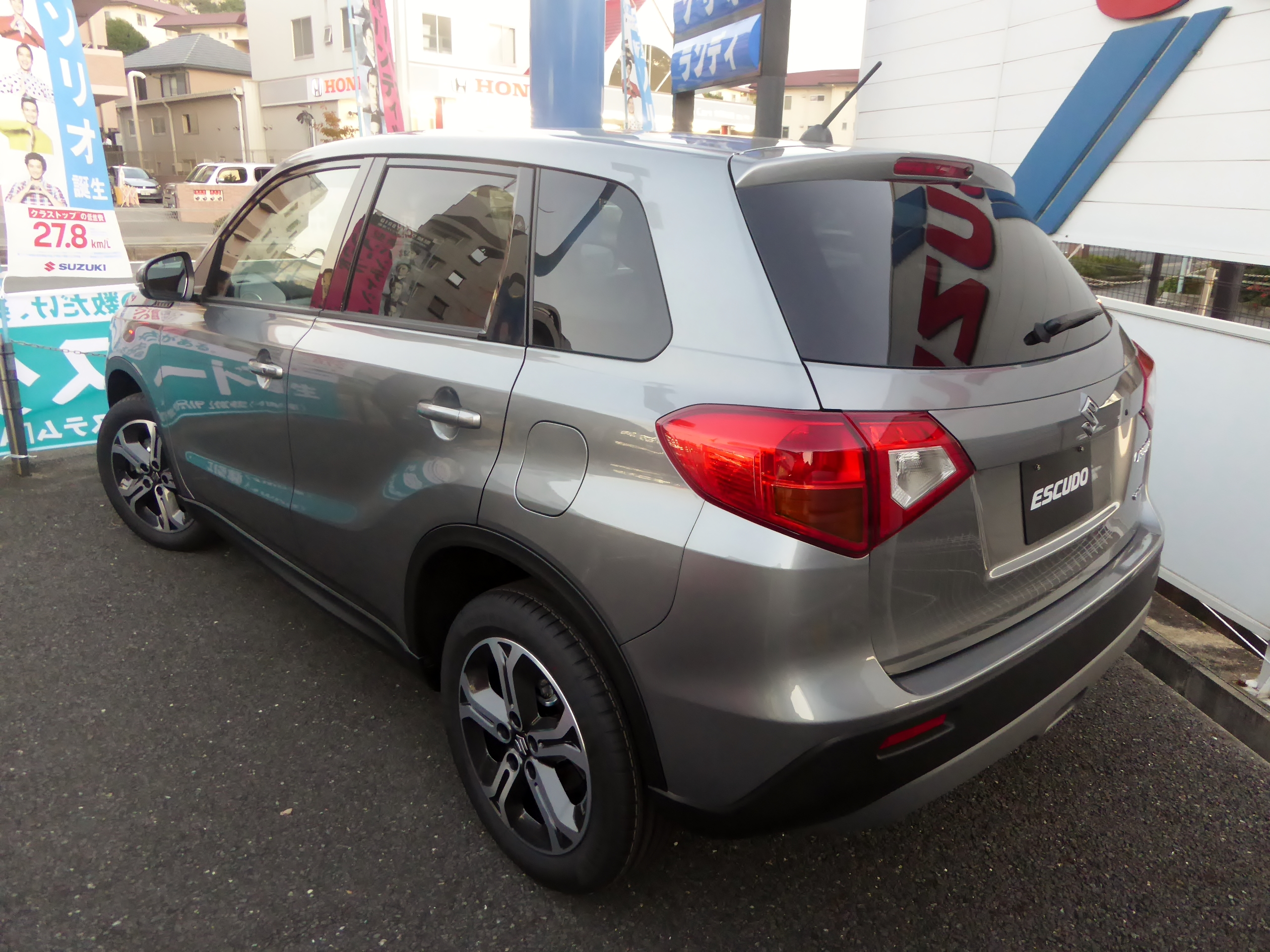
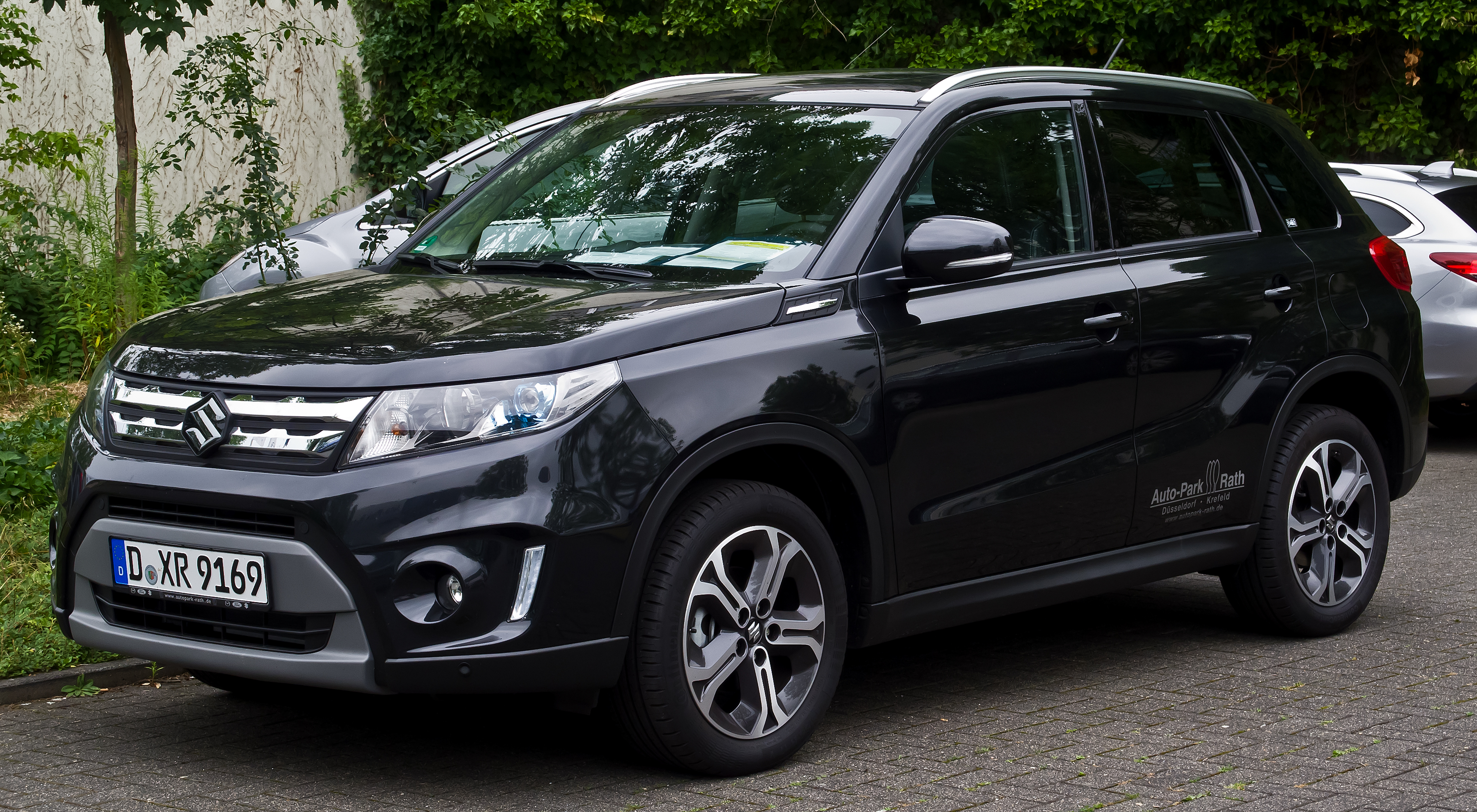
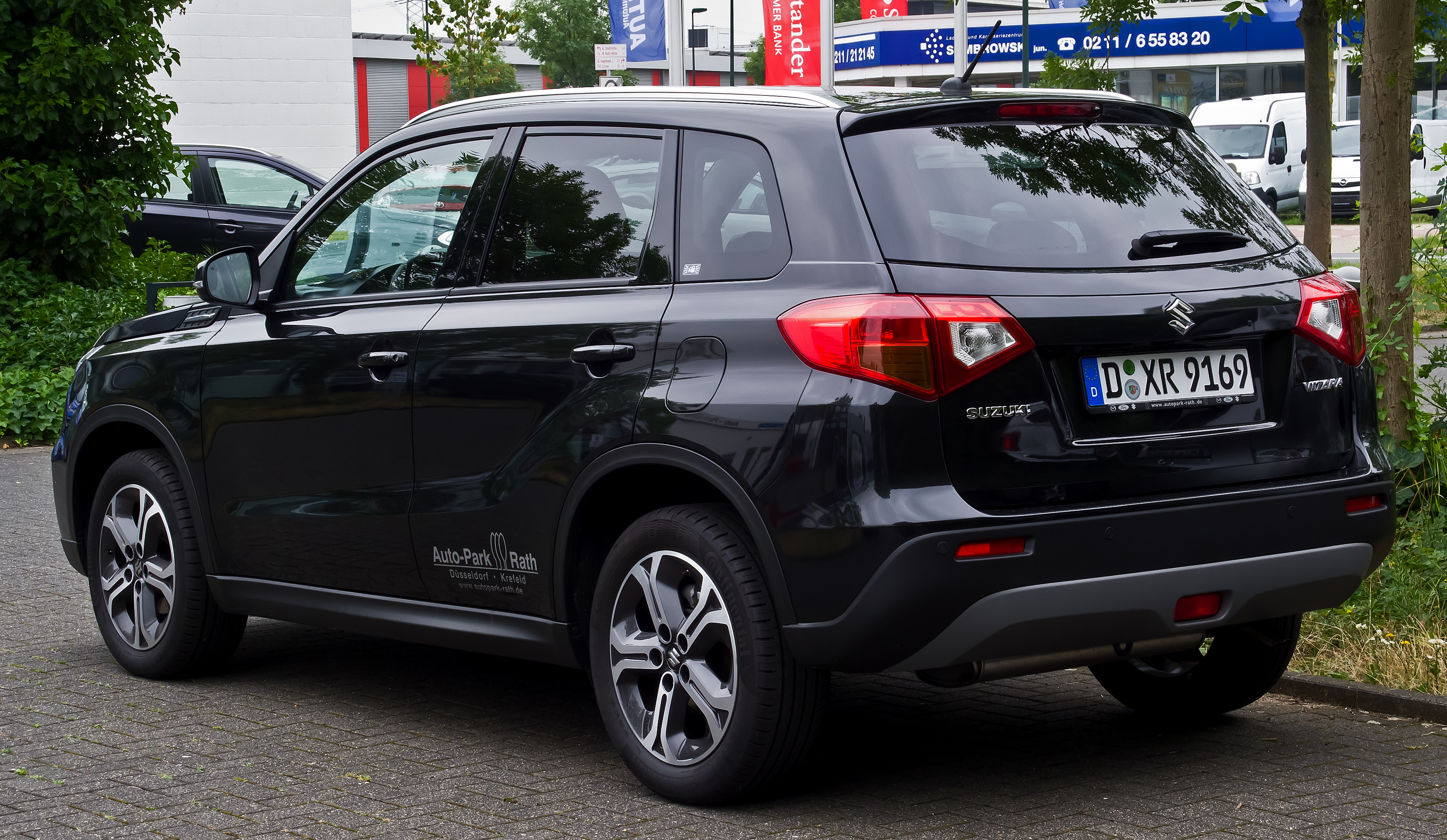
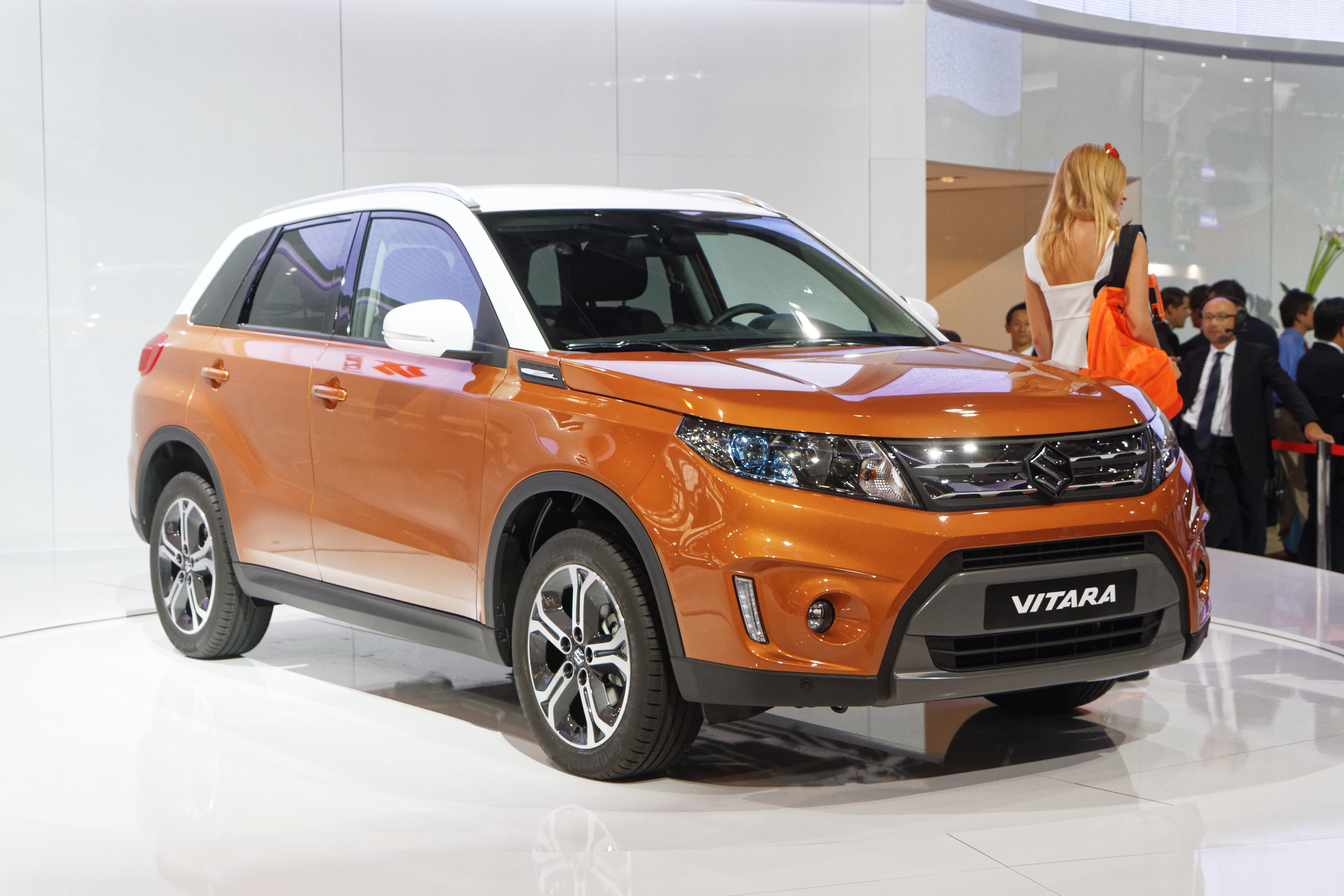
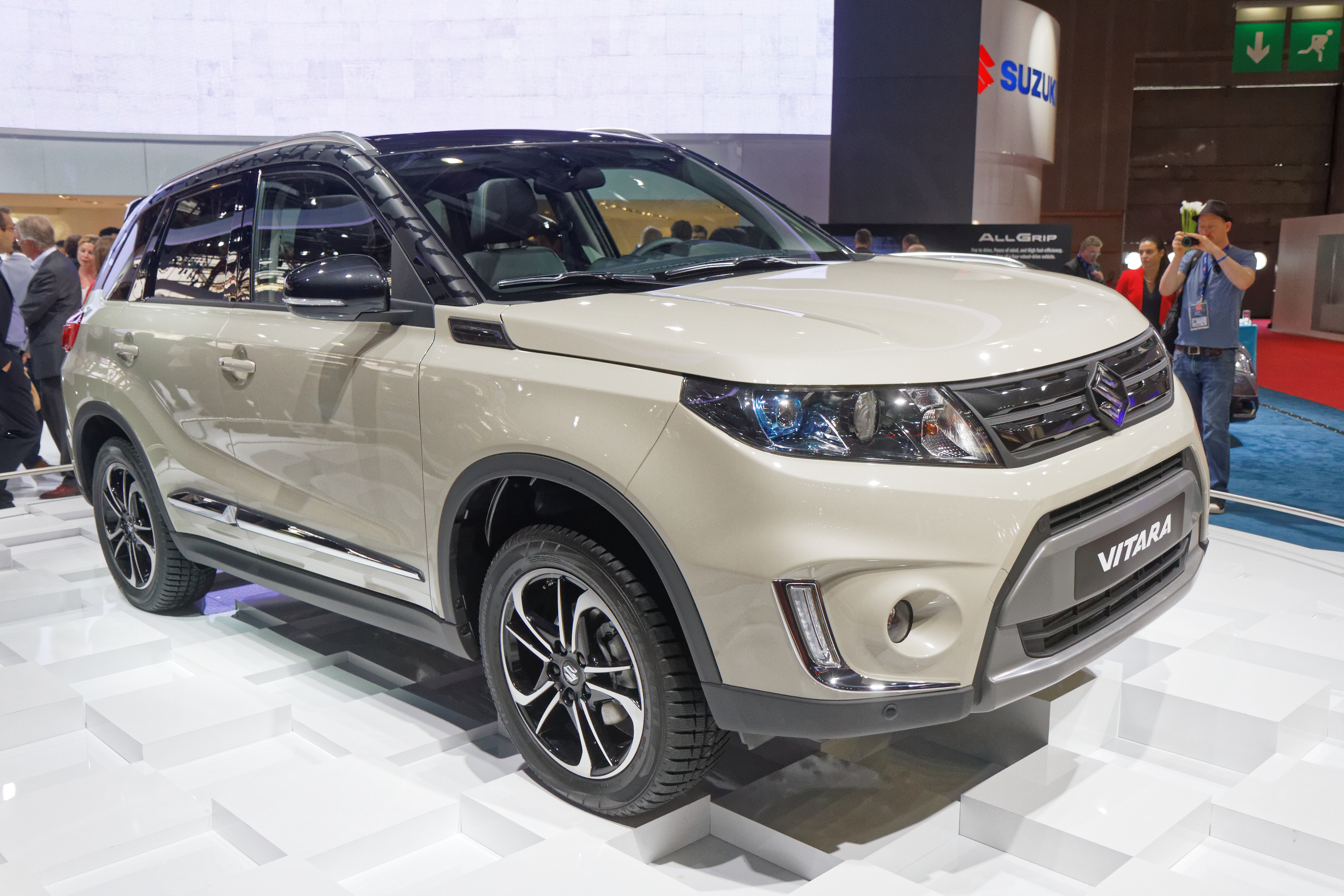
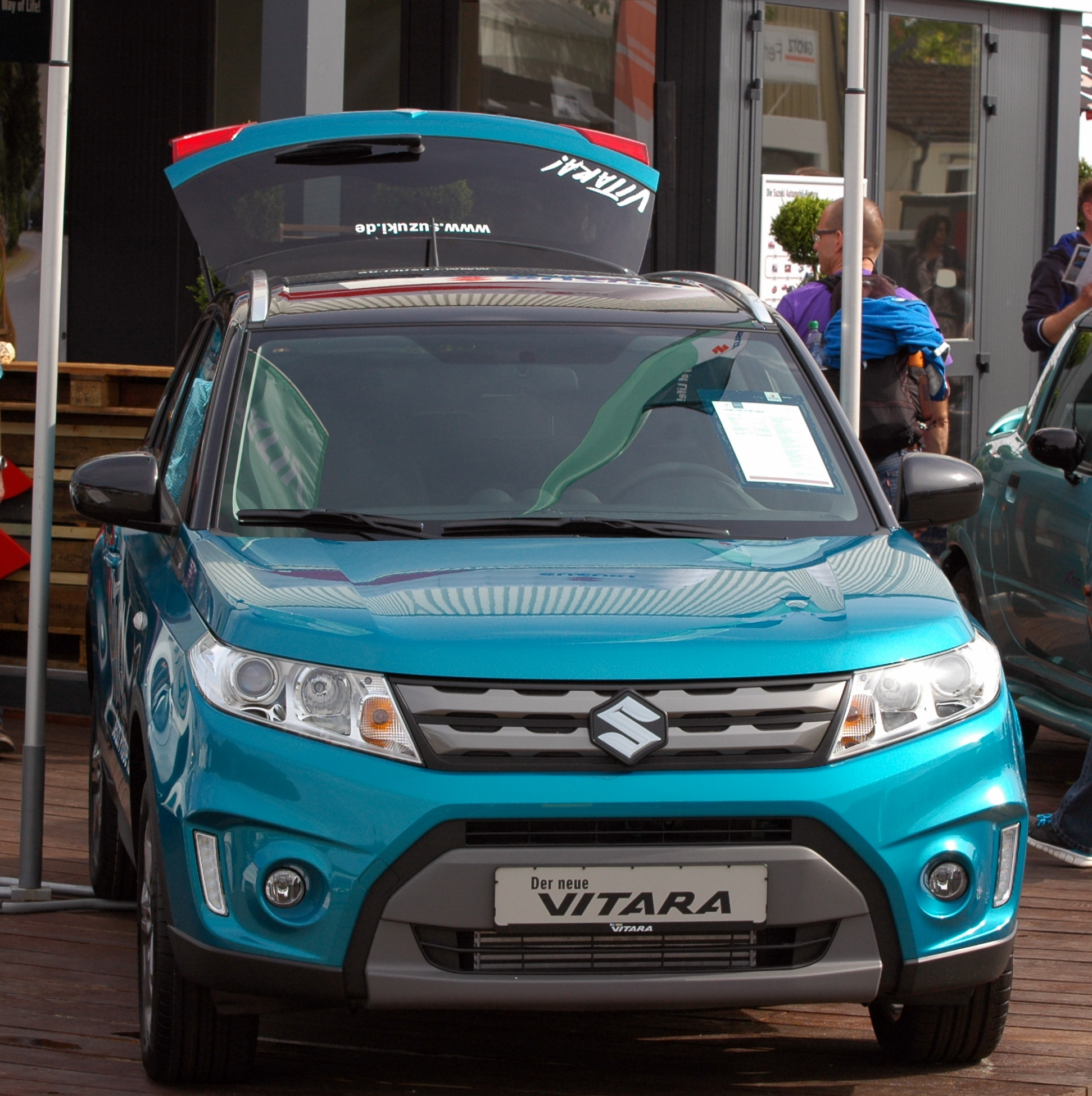
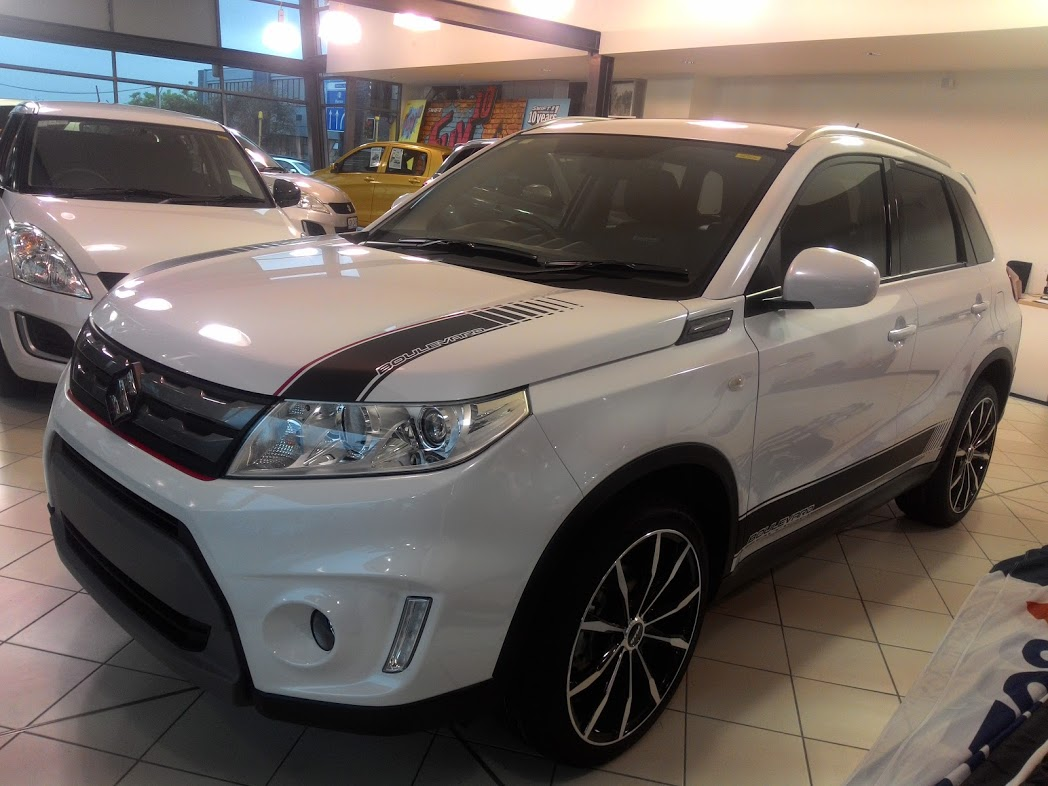
紐西蘭Boulevard Edition外觀
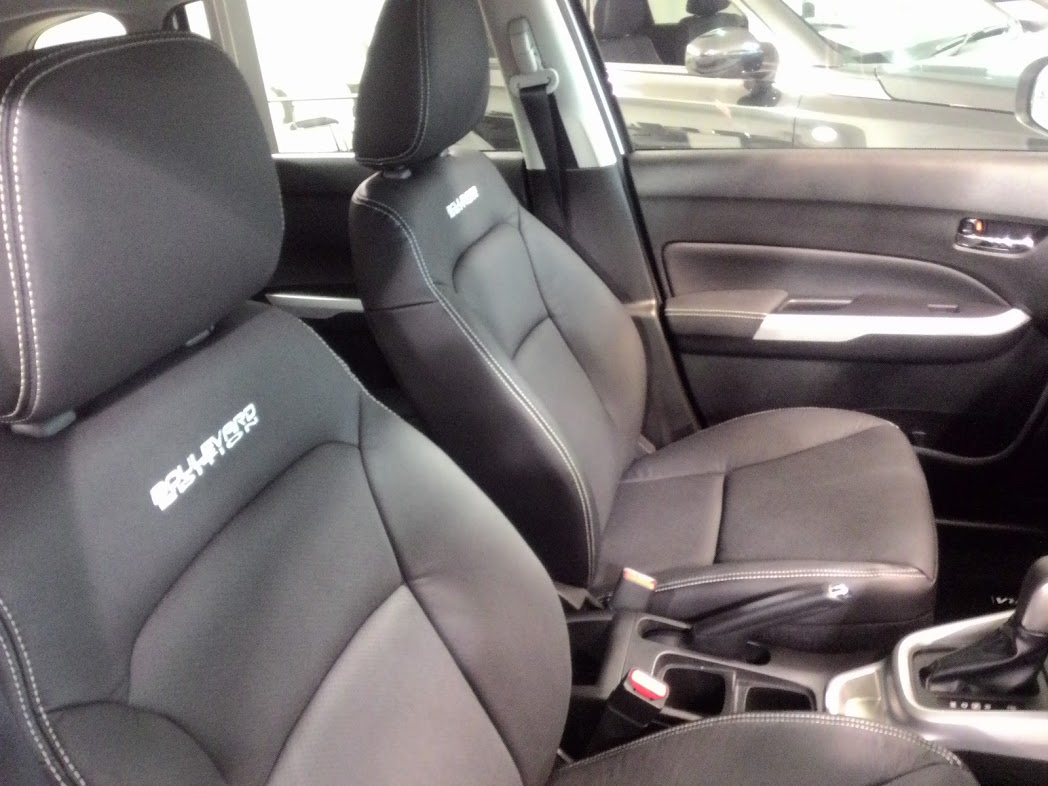
紐西蘭Boulevard Edition內裝

#### 競速賽事
這部為了參加美國派克峰國際爬山賽而特別打造的特製賽車，設計者與賽車手皆為田嶋伸博。動力心臟為特製的2,736c.c.水冷式V型6缸DOHC H27A型引擎，在雙渦輪增壓器的加持下，可輸出940ps / 8,400rpm的最大馬力和91.0kg-m / 6,280rpm
的扭力峰值。為了輕量化，底盤車架以中空管打造，車體總重量刻意壓低至1,030公斤。
2006年賽事舉辦時天候狀況相當不穩定，起點處一片晴朗，但山頂也就是終點處卻有積雪。於是主辦單位決定縮短賽程距離，使得距離僅有往年的三分之二。事實上，1995年田嶋參加時也曾遇上該比賽79年來首度降雪的狀況。

## 內部連結
- 鈴木X-90
- 鈴木Grand Escudo
- 馬自達Proceed Levante

## 外部連結
- （日語）日本官方網站 （页面存档备份，存于）
- （日語）Suzuki 4WD History （页面存档备份，存于）
- 臺灣官方網站
- 中國官方網站